# 921大地震
921大地震（又稱為集集大地震）是指1999年9月21日凌晨1點47分15.9秒發生在臺灣中部山區的逆斷層型地震，總共持續大约102秒，期間臺灣全島都感受到明顯搖晃。震央位于北緯23.85度、東經120.82度，位於南投縣集集鎮境內，震源深度為8公里，芮氏規模為7.3（美國地質調查局測得矩震級為7.6－7.7）。這場地震肇因於車籠埔斷層的錯動，並且在地表造成長達85公里的破裂帶，另外也有學者認為是由車籠埔斷層以及大茅埔－雙冬斷層2條活動斷層同時再次活動所引起。
這場地震造成2,415人罹難，29人失蹤，11,305人受傷，另有51,711棟房屋全倒，53,768棟房屋半倒，是臺灣戰後時期傷亡損失最嚴重的自然災害。人員傷亡慘重外，許多道路與橋樑等交通設施、堰壩以及堤防等水利設施，以及電力設備、維生管線、工業設施、醫院、學校、政府機關等公共設施遭到震毀，更引發大規模的山崩與土壤液化災害，其中又以臺灣中部的災情最為嚴重。臺灣鐵路管理局西部幹線一度全面停駛，且多數的客運公司都暫時停駛。
為哀悼地震逝世的民眾與警惕自然災害的威脅，中華民國政府於2000年訂立每年9月21日為「國家防災日」並舉行地震演習，以求災害來臨時能做好防護措施，將傷亡的可能降到最低。在4G 通訊普及之後的每年9月21日的上午9點21分都會透過災防告警細胞廣播訊息系統並以國家級警報到所有手機作為演習訊息。

## 地震概況

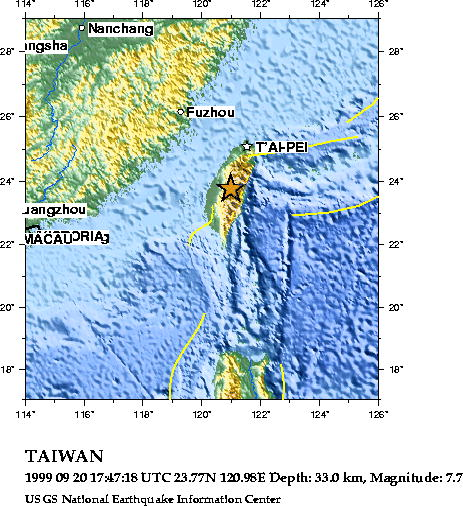
921大地震的震央位置圖

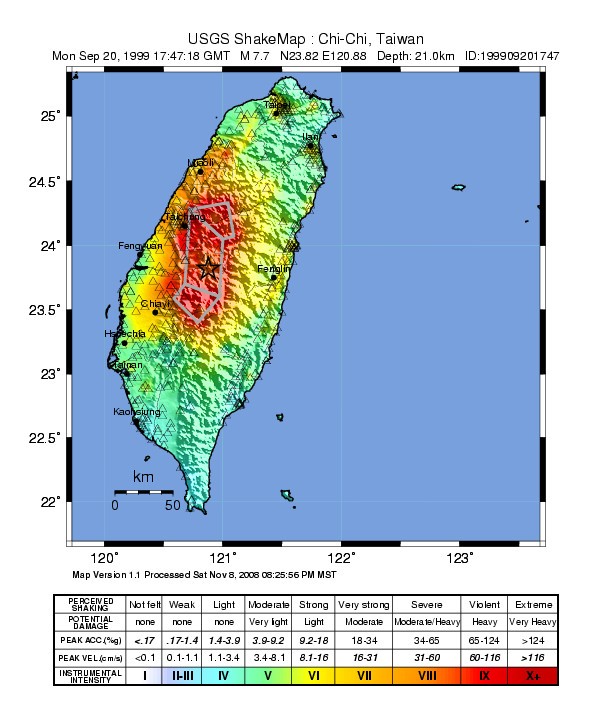
921大地震等震度圖

### 地質背景
臺灣位於在歐亞板塊（華南板塊）和菲律賓板塊的交界處，屬於為環太平洋火山地震帶的一部分，地震頻繁。菲律賓板塊自新生代以來一直朝西北移動，和臺灣的生成有密不可分的關係，但每年8.2公分的移動速度，也在東部的花東縱谷、中央山脈、西部麓山帶以及平原區形成一系列的斷層。這些斷層具有很高的活動性，在臺灣歷史上，造成許多災害性地震。

### 地震資訊
這場地震震央位於在南投縣集集鎮（北緯23.8度、東經120.78度），即日月潭西偏南9.2公里，芮氏規模為7.3，釋出的能量約為1998年嘉義瑞里地震的40倍，相當於44.7顆廣島原子彈的威力（另有學者認為相當於50顆，而中央氣象局地震測報中心主任郭鎧紋則表示相當於46顆），地震深度為8公里。利用波形反演得到的震源機制解為一低角度逆衝斷層、伴隨些許走向滑移份量，釋放出地震矩能量為(1.77±0.4) × 1019 N·m。滑移方向則為北偏西60度，隨著時間而改變，顯示斷層的破裂並不均勻。斷層走向為北偏東為18度，傾角為19度。這場地震屬於為內陸淺層地震，斷層地表破裂面全長大約106公里，造成地表斷層最大垂直錯動量達到為11公尺、最大水平錯動量為10公尺以上，平均錯動量大約為4公尺，破壞力相當強大。

### 各地最大震度
- 震度7級：南投魚池
- 震度6級：雲林古坑、台中市、嘉義阿里山
- 震度5級：嘉義市、台中德基、花蓮西林、苗栗鯉魚潭、花蓮市、高雄桃源、臺南佳里、宜蘭南山、新竹竹北、臺東利稻、宜蘭市、臺北市
- 震度4級：桃園三光、台東市、屏東九如、澎湖馬公、高雄市

根據中央氣象局之各地震度原始資料（ASCII），受災縣市測站所測得之最大震度如下：
| 地區 | 縣市鄉鎮區                      | 測站         | 座標                                | 最大震度值 | 震央距 (km) | 垂直向 (gal) | 南北向 (gal) | 東西向 (gal) |
| ---- | ------------------------------- | ------------ | ----------------------------------- | ---------- | ----------- | ------------ | ------------ | ------------ |
| 臺北 | 臺北市北投區                    | 竹子湖氣象站 | 25°10′N 121°32′E / 25.16°N 121.54°E | 5級        | 162.59      | 24.58        | 70.76        | 117.54       |
| 臺北 | 臺北市大同區                    | 大龍國小     | 25°04′N 121°31′E / 25.07°N 121.52°E | 5級        | 152.61      | 29.02        | 71.48        | 104.80       |
| 臺北 | 臺北縣三重市 （今新北市三重區） | 二重國小     | 25°04′N 121°29′E / 25.07°N 121.48°E | 5級        | 150.04      | 27.22        | 85.96        | 114.90       |
| 臺北 | 臺北縣樹林市 （今新北市樹林區） | 樹林國小     | 24°59′N 121°25′E / 24.99°N 121.42°E | 5級        | 139.81      | 24.88        | 82.42        | 63.46        |
| 臺北 | 臺北縣中和市 （今新北市中和區） | 積穗國小     | 25°00′N 121°29′E / 25.00°N 121.48°E | 5級        | 143.63      | 57.36        | 112.16       | 108.26       |
| 南投 | 南投縣魚池鄉                    | 日月潭氣象站 | 23°53′N 120°55′E / 23.88°N 120.91°E | 7級        | 9.23        | 311.76       | 422.82       | 989.22       |
| 南投 | 南投縣水里鄉                    | 水里國小         | 23°49′N 120°52′E / 23.81°N 120.86°E | 7級        | 5.53        | 171.00       | 302.48       | 439.70       |
| 南投 | 南投縣名間鄉                    | 新街國小     | 23°53′N 120°41′E / 23.88°N 120.69°E | 7級        | 13.66       | 311.04       | 602.45       | 921.14       |
| 南投 | 南投縣南投市                    | 南投國小     | 23°55′N 120°41′E / 23.91°N 120.68°E | 7級        | 15.53       | 275.38       | 420.02       | 340.10       |
| 南投 | 南投縣埔里鎮                    | 南光國小     | 23°58′N 120°58′E / 23.96°N 120.97°E | 7級        | 19.30       | 270.18       | 368.40       | 585.94       |
| 南投 | 南投縣草屯鎮                    | 雙冬國小     | 23°59′N 120°48′E / 23.98°N 120.80°E | 7級        | 15.07       | 415.54       | 639.00       | 517.82       |
| 南投 | 南投縣國姓鄉                    | 國姓國小     | 24°02′N 120°51′E / 24.04°N 120.85°E | 7級        | 21.46       | 274.66       | 370.50       | 465.30       |
| 臺中 | 臺中市北屯區                    | 光正國小     | 24°12′N 120°45′E / 24.20°N 120.75°E | 7級        | 39.03       | 193.98       | 438.68       | 348.66       |
| 臺中 | 臺中市西區                      | 忠孝國小     | 24°08′N 120°40′E / 24.14°N 120.67°E | 6級        | 35.26       | 153.30       | 208.16       | 256.90       |
| 臺中 | 臺中縣大里市 （今臺中市大里區） | 健民國小     | 24°05′N 120°44′E / 24.09°N 120.73°E | 7級        | 28.15       | 230.58       | 312.66       | 488.86       |
| 臺中 | 臺中縣石岡鄉 （今臺中市石岡區） | 石岡國小     | 24°17′N 120°46′E / 24.28°N 120.77°E | 7級        | 47.38       | 519.42       | 361.94       | 501.60       |
| 臺中 | 臺中縣和平鄉 （今臺中市和平區） | 白冷國小     | 24°11′N 120°56′E / 24.18°N 120.93°E | 7級        | 38.40       | 324.38       | 403.56       | 521.64       |
| 臺中 | 臺中縣豐原市 （今臺中市豐原區） | 豐東國中     | 24°15′N 120°44′E / 24.25°N 120.73°E | 6級        | 44.93       | 173.28       | 168.98       | 298.36       |
| 臺中 | 臺中縣霧峰鄉 （今臺中市霧峰區） | 霧峰國小     | 24°04′N 120°42′E / 24.06°N 120.70°E | 7級        | 26.13       | 257.80       | 563.22       | 774.42       |
| 彰化 | 彰化縣二水鄉                    | 二水國小     | 23°49′N 120°37′E / 23.81°N 120.62°E | 6級        | 21.42       | 236.02       | 255.64       | 207.44       |
| 彰化 | 彰化縣員林鎮（今員林市）        | 員林國小     | 23°58′N 120°35′E / 23.96°N 120.58°E | 5級        | 27.63       | 116.28       | 187.52       | 178.24       |
| 雲林 | 雲林縣古坑鄉                    | 東和國小     | 23°41′N 120°34′E / 23.68°N 120.57°E | 7級        | 31.80       | 175.62       | 445.98       | 337.83       |
| 嘉義 | 嘉義縣番路鄉                    | 黎明國小     | 23°26′N 120°36′E / 23.44°N 120.60°E | 7級        | 50.82       | 122.86       | 630.20       | 296.86       |
| 嘉義 | 嘉義縣阿里山鄉                  | 阿里山氣象站 | 23°31′N 120°49′E / 23.51°N 120.81°E | 5級        | 37.89       | 97.68        | 157.02       | 229.20       |
| 苗栗 | 苗栗縣獅潭鄉                    | 獅潭國小     | 24°32′N 120°55′E / 24.54°N 120.92°E | 7級        | 76.96       | 353.08       | 511.72       | 463.32       |

在車籠埔斷層之受災地區，所觀測到的地表加速度峰值（PGA）極大，大多在300 gal到500 gal之間，愈靠近斷層則愈高，例如在南投縣魚池鄉日月潭氣象站所測得之東西向水平地動加速度峰值高達989.22 gal，這已經超過了1個重力加速度值（1 g = 980 gal），垂直向加速度卻高達311.76 gal。在南投縣名間鄉新街國小測站測得東西向水平地動加速度峰值也達921.14 gal。
在中央氣象局原本將地震震度分級分成0級到6級總共為7個等級，由於921大地震時中央氣象局監測站曾經收錄到超過1 g的地動加速度資料，但是測得的6級震度涵蓋面積廣闊，不利於受災情況最嚴重區域之研判，經邀請地震專家學者審慎檢討之後，認為再增加1個震度分級，於是在2000年6月調整為0級到7級總共為8個等級，以400 gal作為震度6級的上限，即將6級範圍定為250-400 gal，超過400 gal以上則為7級，第7級即是在921地震後追加的地震分級。

### 餘震
在921大地震發生當天，餘震就相當多，影響最大的1次是主震發生還不到1個小時之後的凌晨2點16分，芮氏規模為6.7，這場緊接在7.3主震之後的餘震是造成921大地震房屋毀損比其他地震要多的主因。接著是在9月22日上午8點14分，芮氏規模為6.8。以及9月26日上午7點52分，芮氏規模為6.8。除了以上3個餘震，其餘超過芮氏規模6.0以上的餘震則有21日凌晨1點57分M6.4，凌晨2點03分M6.6和凌晨5點46分M6.6；9月22日上午8點49分M6.2和晚間8點17分M6.0。921大地震主震發生僅1個星期的時間，規模超過6的餘震就有8次，這是全世界相當罕見的案例。921大地震發生之後1個月內發生大約1萬次的餘震，其中將近4百次有感餘震，餘震大多數發生在主震破裂帶之周圍，分布於車籠埔斷層東方及震央南方一帶。時任中央氣象局副局長辛在勤認為是因為主震的能量被阻擋在中央山脈和雪山山脈之間，因此造成4次大餘震都集中在這裡。921大地震之後到1999年11月底，總計發生了多達14,600次餘震。
在2000年6月11日凌晨2點23分發生的強烈地震，也屬於為921大地震的餘震，芮氏規模達到為6.7。
以下為921大地震主震之後到2000年6月為止，規模大於6級之餘震：
| 時間 （國家標準時間）    | 經緯度                              | 震央位置             | 規模 | 深度     | 最大震度 （中央氣象局地震震度分級） | 備註   |
| ------------------------ | ----------------------------------- | -------------------- | ---- | -------- | ----------------------------------- | ------ |
| 1999年9月21日凌晨1點57分 | 23°55′N 121°02′E / 23.91°N 121.04°E | 日月潭東偏北14.3公里 | 6.4  | 7.7公里  | 6                                   | [ 22 ] |
| 1999年9月21日凌晨2點03分 | 23°48′N 120°52′E / 23.80°N 120.86°E | 日月潭偏西10.6公里   | 6.6  | 9.8公里  | 7                                   | [ 23 ] |
| 1999年9月21日凌晨2點16分 | 23°52′N 121°02′E / 23.86°N 121.04°E | 日月潭偏東13.7公里   | 6.7  | 12.5公里 | 7                                   | [ 24 ] |
| 1999年9月21日凌晨5點46分 | 23°35′N 120°52′E / 23.58°N 120.86°E | 阿里山北偏東9.6公里  | 6.6  | 8.6公里  | 7                                   | [ 25 ] |
| 1999年9月22日上午8點14分 | 23°50′N 121°03′E / 23.83°N 121.05°E | 日月潭東偏南15.4公里 | 6.8  | 15.6公里 | 6                                   | [ 26 ] |
| 1999年9月22日上午8點49分 | 23°46′N 121°02′E / 23.76°N 121.03°E | 日月潭東南方18.0公里 | 6.2  | 17.4公里 | 5                                   | [ 27 ] |
| 1999年9月22日晚間8點17分 | 23°44′N 120°59′E / 23.74°N 120.98°E | 日月潭南偏東17.4公里 | 6.0  | 24公里   | 5                                   | [ 28 ] |
| 1999年9月26日上午7點52分 | 23°51′N 121°00′E / 23.85°N 121.00°E | 日月潭東偏南10.1公里 | 6.8  | 12.1公里 | 7                                   | [ 29 ] |
| 2000年6月11日凌晨2點23分 | 23°54′N 121°07′E / 23.90°N 121.11°E | 日月潭偏東20.6公里   | 6.7  | 16.2公里 | 6                                   | [ 30 ] |

## 災情統計
- 死亡：2,415名
- 失蹤：29名
- 負傷：11,305名

由於臺中縣市、南投縣為主震央區域，故受災特別嚴重。地震發生隔日政府統計，死亡人數已逾2,321人，傷者6,534人，受困者12,308人。臺北縣（今新北市）、臺北市、苗栗縣、臺中市、彰化縣、雲林縣等地亦有嚴重災情。三週後，行政院主計處公佈死亡（含失蹤）人數為2,378人，死亡人數最多為台中縣1,138人，次多為南投縣928人，有40,845棟房屋全倒、41,373棟半倒（包含多處各級學校校舍）。地震造成的房屋建築損毀以南投縣和台中縣市最為嚴重，兩縣市之房屋全倒與半倒的總戶數約佔全台損壞戶數的95%，全倒與半倒的戶數約略相當，其次為苗栗縣、彰化縣、雲林縣和台北縣，約佔4%，而由於地震是發生在凌晨時分，因此罹難的原因多屬於因房屋建築倒塌而被埋困所致。在台灣，921大地震的死傷程度有紀錄以來僅次於1935年的新竹台中大地震（關刀山地震）。估計全國經濟損失達新台幣3,647億元。
| 縣市別 | 死亡人數 | 重傷人數 | 全倒戶數 | 半倒戶數 |
| ------ | -------- | -------- | -------- | -------- |
| 南投縣 | 886      | 678      | 23,127   | 16,792   |
| 臺中縣 | 1,154    | 411      | 16,861   | 12,341   |
| 臺中市 | 113      | 47       | 1,484    | 4,953    |
| 彰化縣 | 29       | 11       | 1,048    | 3,054    |
| 雲林縣 | 85       | 60       | 916      | 321      |
| 嘉義縣 | 6        | 0        | 30       | 91       |
| 台南縣 | 1        | 0        | 1        | 1        |
| 臺北市 | 87       | 7        | 76       | 325      |
| 臺北縣 | 46       | 29       | 230      | 3,264    |
| 苗栗縣 | 6        | 196      | 529      | 473      |
| 新竹市 | 2        | 1        | 5        | 0        |

| 1935年新竹－台中地震 | 1935年新竹－台中地震 | 1935年新竹－台中地震 | 1935年新竹－台中地震 | 1999年集集大地震 | 1999年集集大地震 | 1999年集集大地震 |
| 州                   | 郡/市                | 死亡人數             | 受傷人數             | 死亡人數         | 受傷人數         |                  |
| -------------------- | -------------------- | -------------------- | -------------------- | ---------------- | ---------------- | ---------------- |
| 新竹州               | 新竹市               | 4                    | 19                   | 2                | 1                |                  |
| 新竹州               | 新竹郡               | -                    | 5                    | 0                | 0                |                  |
| 新竹州               | 中壢郡               | -                    | 3                    | 0                | 0                |                  |
| 新竹州               | 竹東郡               | 14                   | 150                  | 0                | 0                |                  |
| 新竹州               | 竹南郡               | 328                  | 1,208                | 0                | 0                |                  |
| 新竹州               | 苗栗郡               | 794                  | 2,555                | 6                | 0                |                  |
| 新竹州               | 大湖郡               | 229                  | 656                  | 0                | 0                |                  |
| 新竹州               | 合計                 | 1,369                | 4,596                | 8                | 1                |                  |
| 台中州               | 台中市               | 20                   | 40                   | 113              | 47               |                  |
| 台中州               | 大屯郡               | -                    | 2                    | 541              | 411              |                  |
| 台中州               | 東勢郡               | 28                   | 250                  | 322              | 0                |                  |
| 台中州               | 豐原郡               | 1,494                | 5,913                | 158              | 0                |                  |
| 台中州               | 大甲郡               | 386                  | 1,206                | 0                | 0                |                  |
| 台中州               | 彰化郡               | -                    | 5                    | 29               | 11               |                  |
| 台中州               | 合計                 | 1,910                | 7,380                | 1,296            | 469              |                  |
| 總計                 | 總計                 | 3,279                | 11,976               | 1,304            | 470              |                  |

| 縣市   | 鄉鎮市區 | 死亡人數 | 重傷人數 | 全倒戶數 | 半倒戶數 |
| ------ | -------- | -------- | -------- | -------- | -------- |
| 南投縣 | 埔里鎮   | 210      | 57       | 6,250    | 6,600    |
| 南投縣 | 中寮鄉   | 179      | 22       | 2,542    | 1,424    |
| 南投縣 | 竹山鎮   | 115      | 27       | 2,828    | 3,229    |
| 南投縣 | 國姓鄉   | 112      | 12       | 1,913    | 1,870    |
| 南投縣 | 南投市   | 93       | 25       | 5,213    | 6,318    |
| 南投縣 | 草屯鎮   | 88       | 19       | 2,557    | 4,003    |
| 南投縣 | 集集鎮   | 42       | 18       | 1,819    | 845      |
| 南投縣 | 名間鄉   | 35       | 9        | 359      | 443      |
| 南投縣 | 鹿谷鄉   | 23       | 35       | 1,140    | 1,016    |
| 南投縣 | 魚池鄉   | 14       | 10       | 2,375    | 1,476    |
| 南投縣 | 水里鄉   | 8        | 9        | 599      | 1,263    |
| 南投縣 | 仁愛鄉   | 3        | 4        | 330      | 418      |
| 臺中縣 | 東勢鎮   | 358      | 99       | 5,139    | 5,441    |
| 臺中縣 | 石岡鄉   | 174      | 44       | 1,848    | 1,170    |
| 臺中縣 | 大里市   | 162      | 55       | 2,917    | 4,518    |
| 臺中縣 | 豐原市   | 160      | 54       | 1,748    | 573      |
| 臺中縣 | 新社鄉   | 117      | 39       | 1,490    | 1,101    |
| 臺中縣 | 霧峰鄉   | 87       | 12       | 2,872    | 2,486    |
| 臺中縣 | 太平市   | 86       | 23       | 2,208    | 2,098    |
| 臺中縣 | 和平鄉   | 41       | 7        | 634      | 745      |
| 臺中縣 | 潭子鄉   | 7        | 2        | 28       | 10       |
| 臺中市 | 北屯區   | 96       | 17       | 696      | 395      |
| 臺中市 | 東區     | 10       | 1        | 34       | 401      |
| 臺中市 | 南區     | 5        | 0        | 849      | 2,517    |
| 臺中市 | 西區     | 1        | 2        | 16       | 47       |
| 苗栗縣 | 卓蘭鎮   | 3        | 3        | 490      | 333      |
| 苗栗縣 | 泰安鄉   | 0        | 1        | 97       | 94       |
| 彰化縣 | 員林鎮   | 24       | 8        | 330      | 305      |
| 彰化縣 | 彰化市   | 4        | 1        | 10       | 82       |
| 彰化縣 | 社頭鄉   | 1        | 0        | 107      | 170      |
| 雲林縣 | 古坑鄉   | 43       | 8        | 190      | 359      |
| 雲林縣 | 斗六市   | 38       | 15       | 331      | 70       |
| 嘉義縣 | 梅山鄉   | 4        | 0        | 14       | 55       |
| 嘉義縣 | 阿里山鄉 | 2        | 0        | 8        | 13       |
| 臺北市 | 松山區   | 87       |          |          |          |
| 臺北縣 | 新莊市   | 46       |          |          |          |

## 各地受災狀況
車籠埔斷層呈南北向，由南投縣的桶頭，向北經過竹山、名間、中興新村、南投、草屯、霧峰，再沿著台中盆地邊緣經過大里、車籠埔、太平、大坑、豐原，再由石岡轉向東勢及卓蘭一帶。而受到九二一大地震直接破壞的區域，主要即集中在車籠埔斷層帶裸露地區，並包括埔里、中寮以及屬於震央的集集，尤其以東勢鎮位於車籠埔斷層及大茅埔－雙冬斷層交會地帶，震波能量聚集，破壞最為嚴重。

### 南投
921大地震，南投縣受創最鉅，10多個鄉鎮市重創，縣內的各項設施、經濟產業、觀光旅遊、民眾生命財產等都受到重大損失。災情主要集中在震央及斷層所經附近的埔里、竹山、名間、中寮、國姓、草屯等地，尤其是中寮鄉在這次的大震之下受創最為慘重。
- 集集鎮：正好位處震央，台鐵集集線鐵軌嚴重扭曲，而集集車站木造站房嚴重傾斜；位於集集鎮市區內的當地居民信仰中心武昌宮樑歪柱倒整座倒塌。
- 草屯鎮：草屯鎮公所辦公大樓嚴重受損；全鎮受災以太平路東較為嚴重計山腳、富寮、南埔、坪頂、土城、雙冬、平林、中原、北勢、御史等10里[37]；九九峰山頭因地震影響而變得光禿一片；草屯商工校舍倒塌毀損[38]。
- 南投市：中興新村有5廳處的政府大樓全倒；臺汽客運中興新村站房下陷傾斜[39]；南投酒廠因地震而發生爆炸起火，火勢一直燒到天亮才逐漸熄滅，約有四分之一的廠區付諸一炬[39]。衛生署南投醫院受地震波及，大樓內樑柱傾斜、牆壁龜裂；藍田街附近的國民黨南投縣黨部四樓建築整個塌陷；國泰人壽四層大樓倒塌；市區不少老舊房屋夷為平地[40]。
- 國姓鄉：九份二山大崩坍，將近40名村民活埋在難以估計的土石底下，而當地的水鹿場瞬間變成一片黃土，300多隻的水鹿也一併遭到活埋；崩落土石並阻塞北山坑溪支流澀仔坑溪與韭菜湖溪，形成數個堰塞湖，包括「澀仔坑湖」與「韭菜湖」，地形地貌大幅改變；台14線中潭公路多處路基下陷，柑林隧道前後有巨石及樹木掉落路面[41]。
- 埔里鎮：約有400多棟房屋倒塌，死亡人數超過180人；埔里鎮公所亦倒塌[39]；國立暨南國際大學多棟大樓外牆龜裂[39]；臺中榮民總醫院埔里分院新建醫療大樓剪力牆龜裂，樑柱部份斷裂，天花板倒塌、水管斷裂、電梯卡住、發電機受損；急診室、手術室、加護病房、資訊室、放射科、檢驗科及各病房與醫療儀器，或受損或全毀[42]；台14線埔霧公路中斷，台21線埔里經日月潭至魚池段路基嚴重下陷，交通亦中斷。[41]埔里鎮中華商場夷為平地[43]。
- 中寮鄉：位於雙冬斷層上，死亡人數178人，雖然並非南投縣最多，然而以當年中寮鄉在籍人口數對比其死傷人數，傷亡比例可說是全台首位，以受災比率而言，中寮鄉房屋全倒、半倒戶數佔全鄉達82.6%，是震災的一級災區[44]；鄉內的台電超高壓及一次輸電鐵塔共計18座全倒或半倒，而具輸電樞紐地位的中寮超高壓開閉所共有34具超高壓輸電線變壓器及47具避雷針掉落損毀。
- 魚池鄉：日月潭地區災情慘重，日月潭風景區的地標光華島（現稱拉魯島）受損，且島嶼面積亦有縮小；日月潭教師會館亦被震塌[39]；多處觀光飯店旅館如天廬大飯店、中信大飯店、九龍大飯店等倒塌全毀[39]，其他亦全倒或半倒；不少民宅亦被震毀。根據中央氣象局日月潭氣象站的紀錄，此區水平最大地動加速度達到9.89 m/s²，也就是震央附近水平加速度超過1 g（9.8 m/s²），遠較日本阪神大地震0.8 g為大。[45]
- 水里鄉：大地震對水里鄉帶來破壞，房屋全倒602戶，半倒1265戶，全倒、半倒戶佔水里鄉受災比率達27%[46]；新山國小校舍全毀；集集線車埕車站嚴重受損。
- 名間鄉：車籠埔斷層經過名間鄉，彰南路上、名間鄉唯一的集合住宅社區「上毅世家大樓」921地震時並沒有立即倒塌，但卻在9月26日早上8點多芮氏規模6.8的餘震發生後，前棟倒塌躺在台3線上，並壓垮了對面的名間鄉農會[47]；地震也造成台電高壓電塔傾斜，多處地面起伏變形，並使得集集線鐵道彎曲[39]。
- 竹山鎮：有多棟大樓倒塌，最嚴重為集山路整條路房屋悉數全毀；中國石油公司竹山加油站完全塌垮[39]；竹山秀傳醫院外牆龜裂、慈山醫院大樓也受損。玉山新城的住戶，因為地震造成山坡滑動，約三十戶人家的住宅因而全倒，死亡人數約十數人，其餘未倒的皆為半倒房屋。據統計全鎮有118人不幸罹難、重傷49人，房屋全倒2711戶、半倒2973戶，堪為竹山鎮歷次重大天災事件之最。[48]
- 鹿谷鄉：鳳凰谷鳥園受損，鹿谷國小、內湖國小全毀，全鄉一片殘破。不斷的餘震讓鳳凰山等山丘土石崩落不斷，落石的轟隆巨響持續一天兩夜，鄉內道路柔腸寸斷 ，電信、電力、供水完全中斷；鳳凰村田底百餘戶住家、杉林溪遊樂區三百多名員工和遊客受困；鄉內三條對外道路交通完全中斷，延溪公路三彎段十多處的坍方和陷落，溪阿公路則是多處坍方、落石[49]。

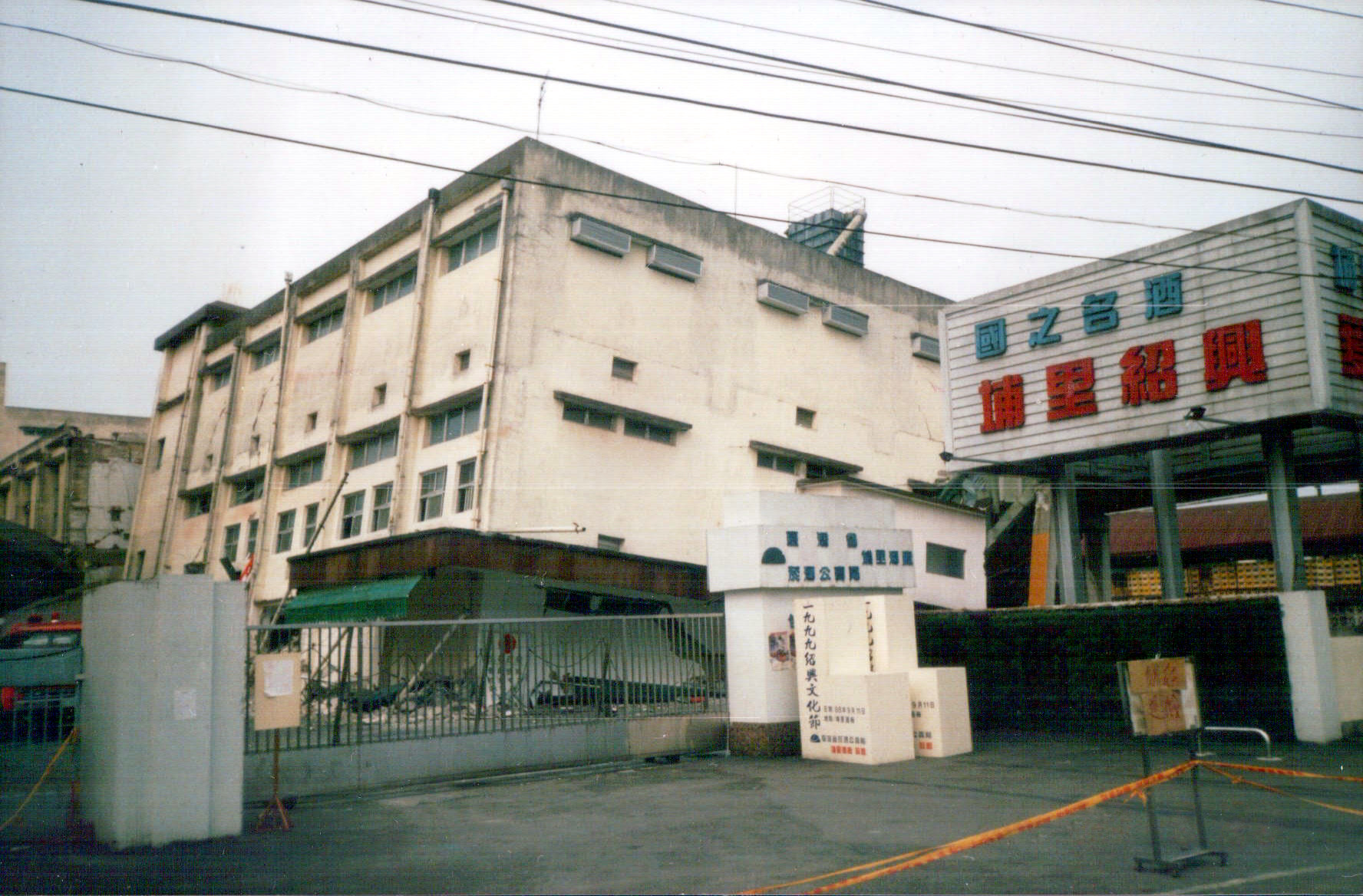
921大地震造成埔里酒廠受災慘重，部分廠房傾圮倒塌的情況
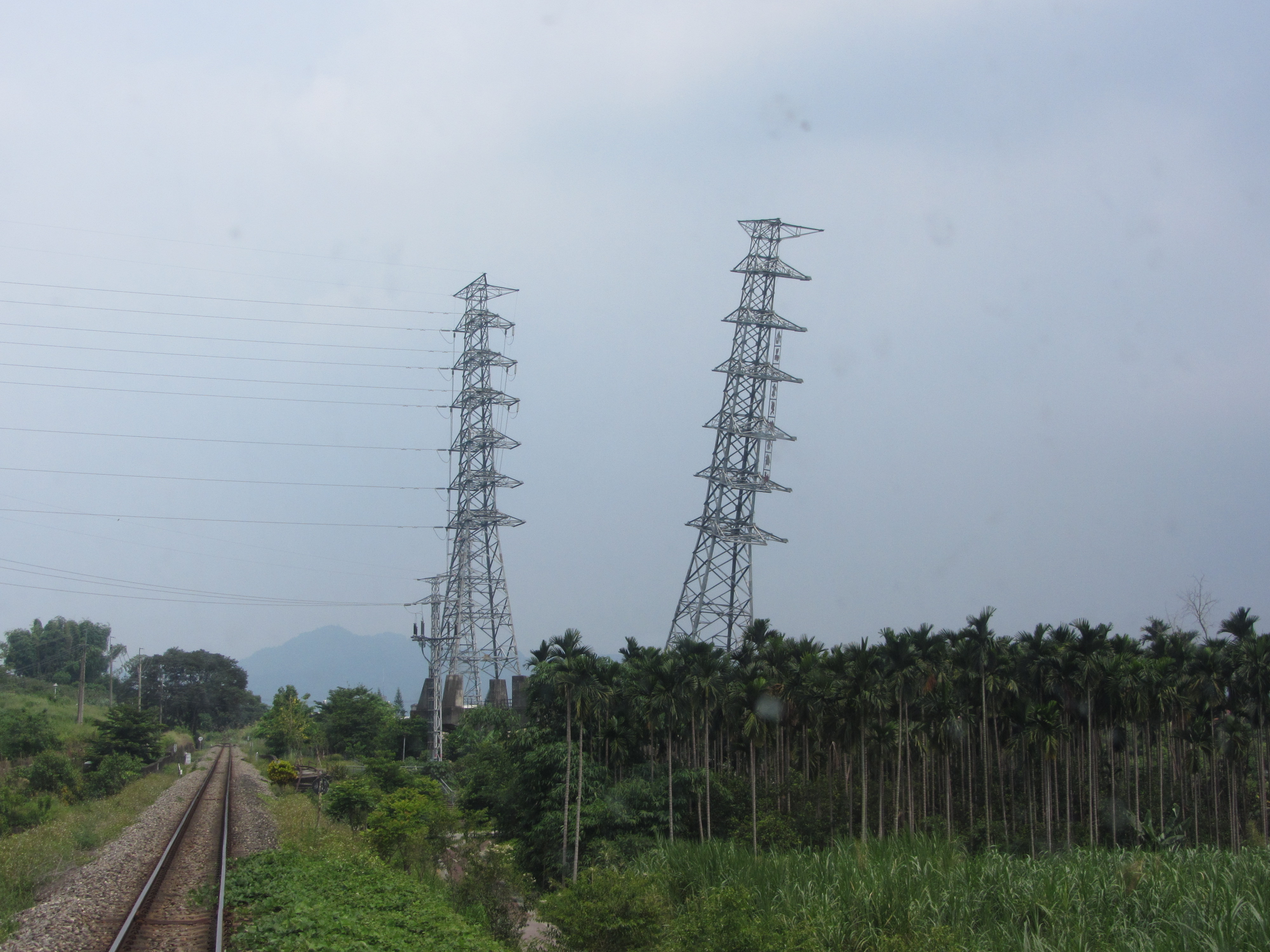
因為921大地震歪斜的高壓電塔，位於南投縣名間鄉濁水車站附近
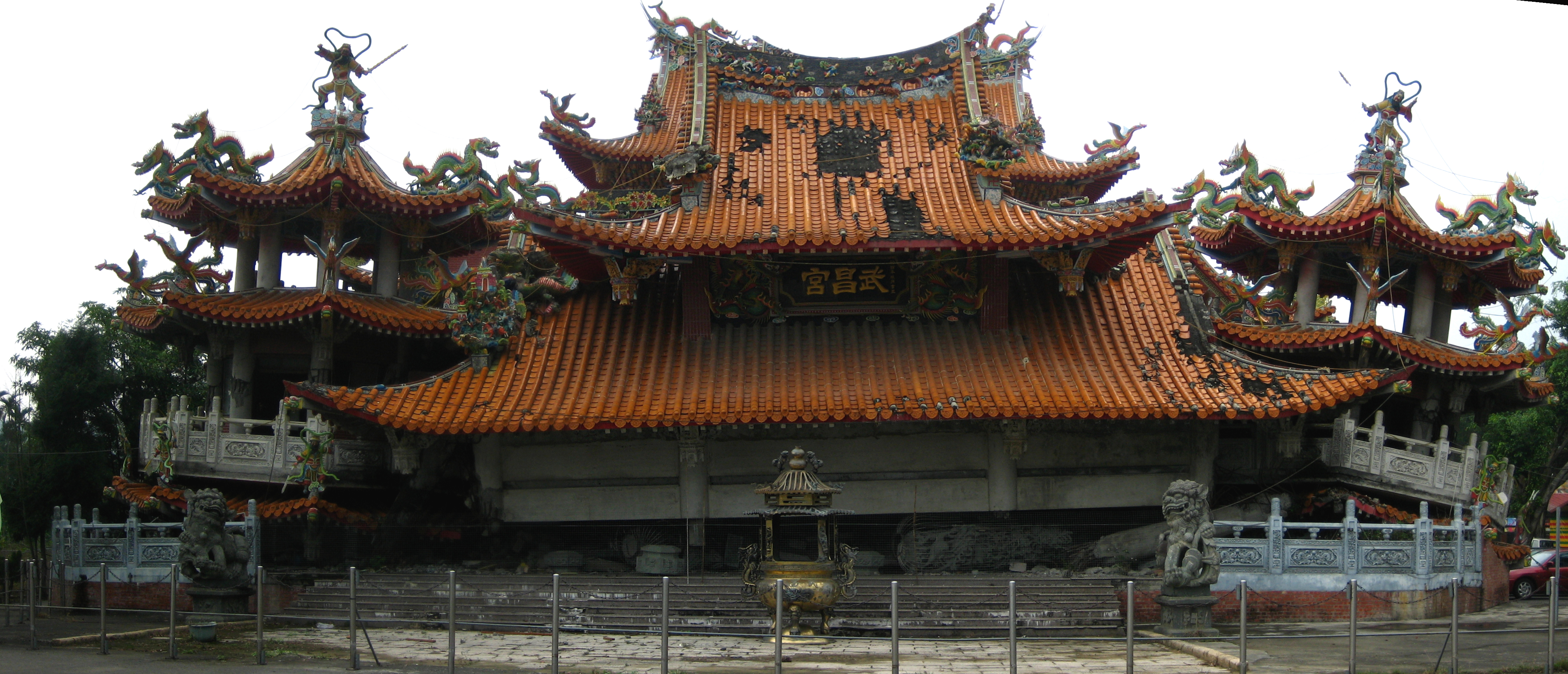
因該次地震，南投集集鎮武昌宮倒塌的情況
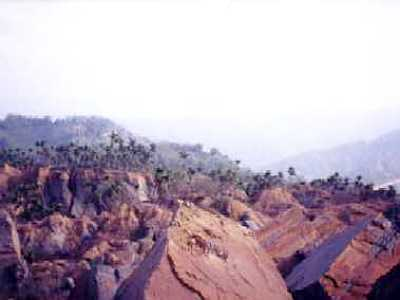
南投縣國姓鄉九份二山崩塌處
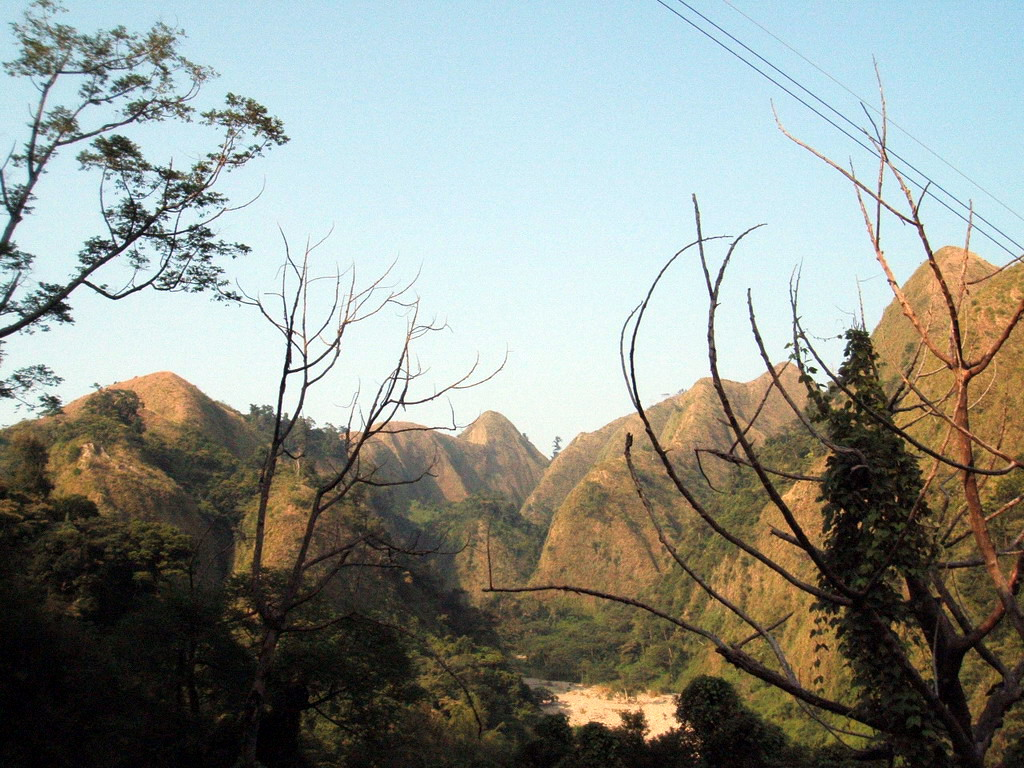
集集大地震後童山濯濯的九九峰

### 臺中
921大地震造成台灣中部地區受到空前的破壞，震災中傷亡的人數以東勢鎮最多，其他地區如豐原市、大里市、太平市、霧峰鄉、石岡鄉、新社鄉、和平鄉等災情也相當嚴重，台中縣以山線之新社鄉、東勢鎮、石岡鄉三鄉鎮受創最為嚴重，死傷人數佔台中縣死亡人數的三分之二以上，而屯區之大里市、太平市等地亦為九二一震災重災區。總計台中縣共有豐原市、大里市、太平市、東勢鎮、石岡鄉、新社鄉、霧峰鄉及和平鄉等八個鄉鎮市遭受地震破壞影響。而臺中市亦被內政部列為二級災區。
- 臺中市北屯區：有113人罹難，其中多集中於大坑山區一帶；東山國中（今市立東山高中）和軍功國小教室嚴重倒塌（今為大坑地震紀念公園，東山國中及軍功國小各自遷校至新址）；松義街的綠色大地社區B棟倒塌。
- 臺中市中區：台中火車站對面的台中客運總站前柱斷裂傾倒。
- 臺中市南區：五權南路上的「德昌新世界」大樓，一棟下陷傾倒，造成四人死亡。
- 臺中市東區：大東紡織廠廠房倒塌，練武路富台新村旁的六樓樓房在地震中倒塌[51]。
- 臺中縣石岡鄉（今臺中市石岡區）：921大地震對石岡鄉造成嚴重損失，石岡鄉著名的石岡老街正好位於車籠埔斷層帶上，斷層穿越石岡鄉舊市區及梅子村與萬興村等農村聚落[50]，地震後道路嚴重隆起、傾斜、崎嶇不平，社區房舍幾乎全倒或支離破碎，滿目瘡痍，全鄉死亡人數達177人，佔當時居住人口數的1.14%，是該次地震受災鄉鎮市行政區中，地震死亡率最高的，為受創最嚴重的區域之一[35]；而位於大甲溪下游的石岡水壩，因正好位於車籠埔斷層帶上，造成第15至18道溢洪閘門斷裂受損，陷落約五公尺，壩體斷裂、操作系统破壞，無法攔截溪水。而大甲溪石岡河段的河床由於車籠埔斷層經過，於斷層錯動的抬升力量下，河床上游被抬高約6公尺，形成斷層瀑布，然而由於所在河床之地質特性非常脆弱，加上大甲溪強大的向下侵蝕力，該瀑布不久即消失[13]。
- 臺中縣和平鄉（今臺中市和平區）：和平鄉災情十分慘重，毀損戶數佔和平鄉總戶數32％；地震造成路基下陷、學校損毀、大甲溪沿岸多處嚴重坍塌等損壞[50]；中橫公路谷關至德基約27公里之間道路斷裂，許多路段被大量的土石覆蓋，其中中華民國山嶽協會飛鷹登山隊一支隊伍搭乘中巴遊覽車在青山上線61.5公里處被滑落土石活埋，共有15名隊員不幸遇難。由於落石量大，地震後半個月的1999年10月5日上午才被尋獲[13]。地震亦導致谷關水庫壩體與底座局部受損，谷關發電廠地下廠房滲漏水增劇[52]。
- 臺中縣東勢鎮（今臺中市東勢區）：東勢鎮在車籠埔斷層及雙冬斷層強烈的擠壓之下，造成東勢鎮非常嚴重傷亡，有為數眾多的公私有建築物倒塌毀損，包括東勢巧聖仙師祖廟、文昌廟、劉氏宗祠、中山國小、東勢高工、鎮立托兒所、部份各里集會所與活動中心等，判定全倒的集合式住宅大樓，包括「東勢王朝一期」、「東勢王朝二期」、「龍之居」、「一品居」、「名流藝術世家」、「山城第一家」、「聯盈大樓」等，造成多處建物嚴重損害，尤其位於斷層帶鄰近的建築物災情更是嚴重[50]，東勢本街為受災最嚴重的區域；而位於東勢鎮的兩棟「東勢王朝」大樓倒塌，造成28人死亡；東勢林場連外道路中斷；東勢鎮共有358人死亡，在此次震災中以東勢鎮的傷亡人數最多，是該場地震中死傷最嚴重的重災區[53]。
- 臺中縣新社鄉（今臺中市新社區）：大地震將新社台地震成了嚴重的災區，協成國小及新社國小校舍在這次大地震之下幾乎全毀；新社鄉的白冷圳圳道多處受創，52%的管線受損變形，柔腸寸斷，造成新社地區嚴重缺水。
- 臺中縣霧峰鄉（今臺中市霧峰區）：霧峰鄉以本堂村、甲寅村、萬豐村等聚落倒塌情況最為嚴重[50]，林家花園毀於震災；位於臺灣省諮議會旁的「萬佛寺」被夷為平地；光復國中（今九二一地震教育園區，光復國中遷校後改制為臺中市立光復國民中小學）教室毀損嚴重，外操場受到擠壓而隆起；其他公共建築物倒塌或毀損的學校包括桐林國小、霧峰國小、明台中學、僑榮國小等；慈明高中也因嚴重損毀，遷校至太平區；集合式住宅大樓則有「中正廣場綜合遊藝大樓」倒塌；政府機關受損的有霧峰鄉公所、戶政事務所、霧峰鄉消防分隊[50]。
- 臺中縣大里市（今臺中市大里區）：人口密集之大里市受災嚴重，尤其以草湖地區都市計畫區內的集合住宅大樓受災情形最為嚴重，其中又以東湖里、內新里及金城里的台中王朝、金巴黎等等社區大樓倒塌最為嚴重[50]，「金巴黎」社區大樓有四棟慘遭地震摧殘，位在前方的兩棟大樓全部倒塌，共計79人死亡，是此次地震傷亡最嚴重之集合住宅社區之一；「台中王朝」2棟大樓倒塌、「台中奇蹟」大樓有1棟倒塌、「金陵世家」1棟大樓倒塌；中興路上亦有整排透天房屋2樓變1樓；學校方面，青年高中、草湖國小、塗城國小、瑞城國小等校舍嚴重毀損[50]。
- 臺中縣太平市（今臺中市太平區）：上百人死亡，其中以頭汴里、新坪里全倒最多，光隆里、坪林里、德隆里、興隆里則因為斷層帶經過地區（該處即為斷層命名的車籠埔地區），因此附近房屋損毀相當嚴重[50]；宏總建設「生活公園大樓」有3棟倒塌；「元寶天廈」傾斜倒塌。光隆國小倒塌，校舍嚴重毀損，異地重建，原校址改建為新學校車籠埔國小；太平國中校園遭受嚴重損毀，由慈濟基金會認養重建。
- 臺中縣豐原市（今臺中市豐原區）：豐原市在九二一大地震中受災影響範圍達三分之一[50]，斷層帶從豐原東半部通過，超過150人死亡；「向陽永照」大樓倒塌，43人死亡；「豐原聯合大市場」一至三樓下陷擠壓至地下室，整棟大樓向西側塌陷傾斜，將隔鄰的透天店舖壓垮，造成14人死亡；豐原市聯合新村社區住宅因九二一地震全倒；南陽國小旁對面的「德川家康社區」整棟大樓傾斜，牆壁龜裂，樑柱彎曲。而位於豐原的中等教師研習中心的行政大樓，因地震強度超過原本的設計規範，使得大樓一樓的樑柱交接處受剪力破壞而傾斜[13]。
- 臺中縣梧棲鎮（今臺中市梧棲區）：雖然梧棲鎮非921大地震災區，但卻造成臺中港北碼頭區的土壤液化而噴沙及地層下陷，產生噴砂堆、噴砂孔、龜裂、破裂、沉陷、拱起、傾斜、崩塌等現象，造成重力式沉箱碼頭沉陷傾斜受損，碼頭倉庫也因地層下陷及潮水入侵而地基掏空受損，也形成路面多處大坑洞。[54][55]

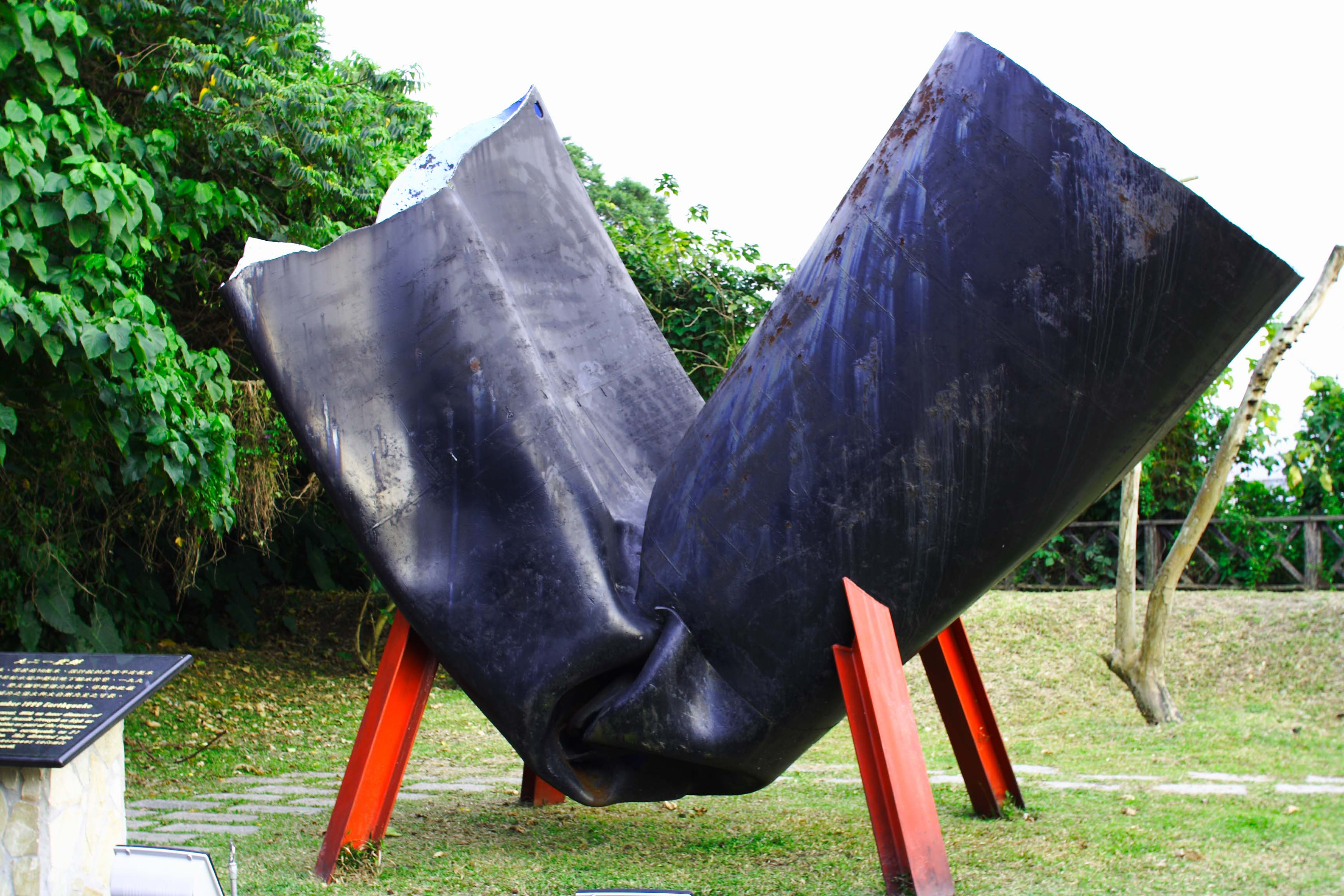
本鋼管口徑200公分，管壁厚度為1.8公分，設計抗拉力為每平方釐米41公斤，原埋設於臺中縣豐原市（今臺中市豐原區）給水廠之地下輸水幹管，大地震當時，整支鋼管遭受強大拉力，導致如此變形，足見當時地震之威力。目前此鋼管展示於臺北市自來水博物館園區內。
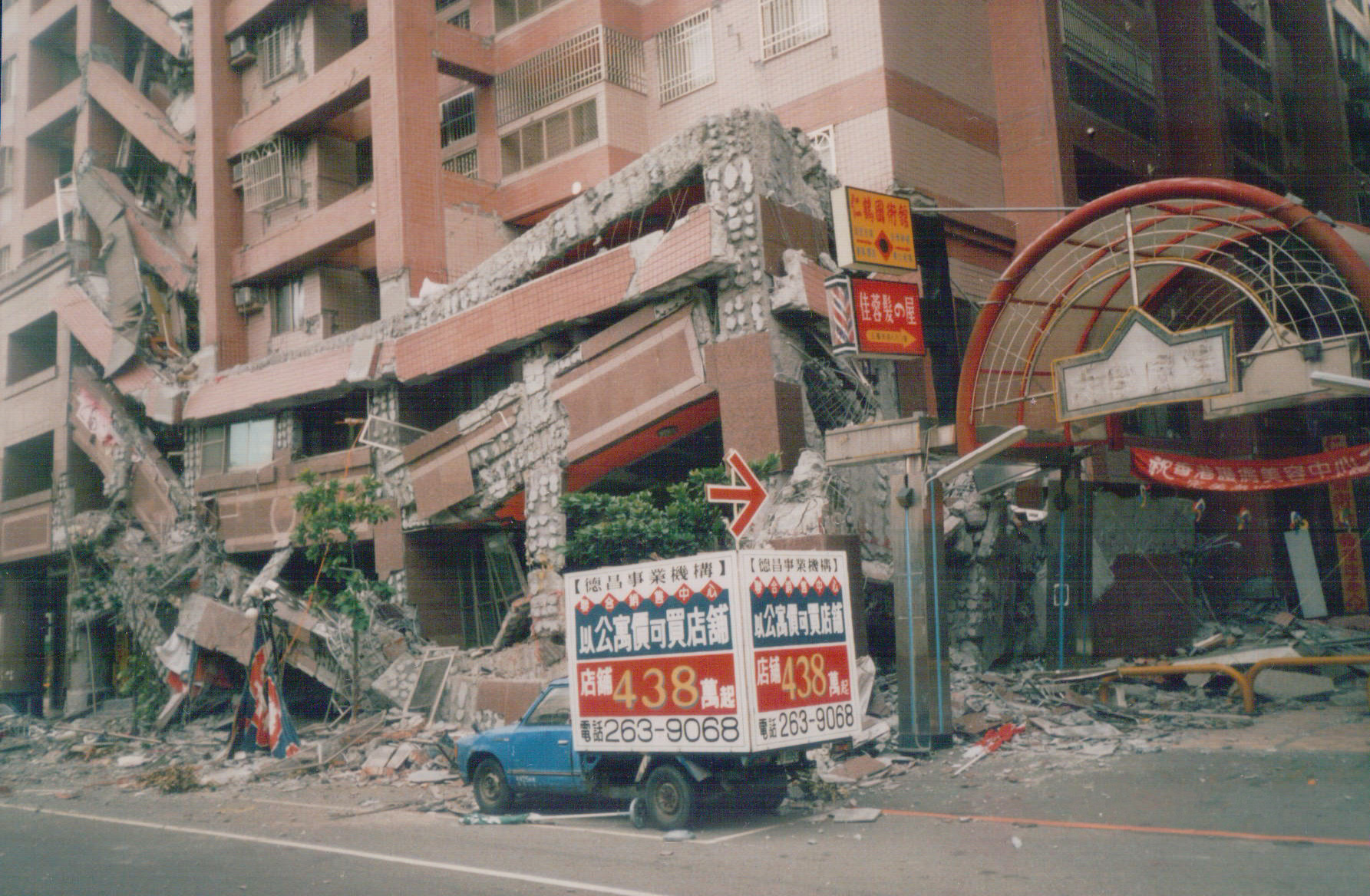
921大地震塌陷的臺中市南區「德昌新世界」大樓
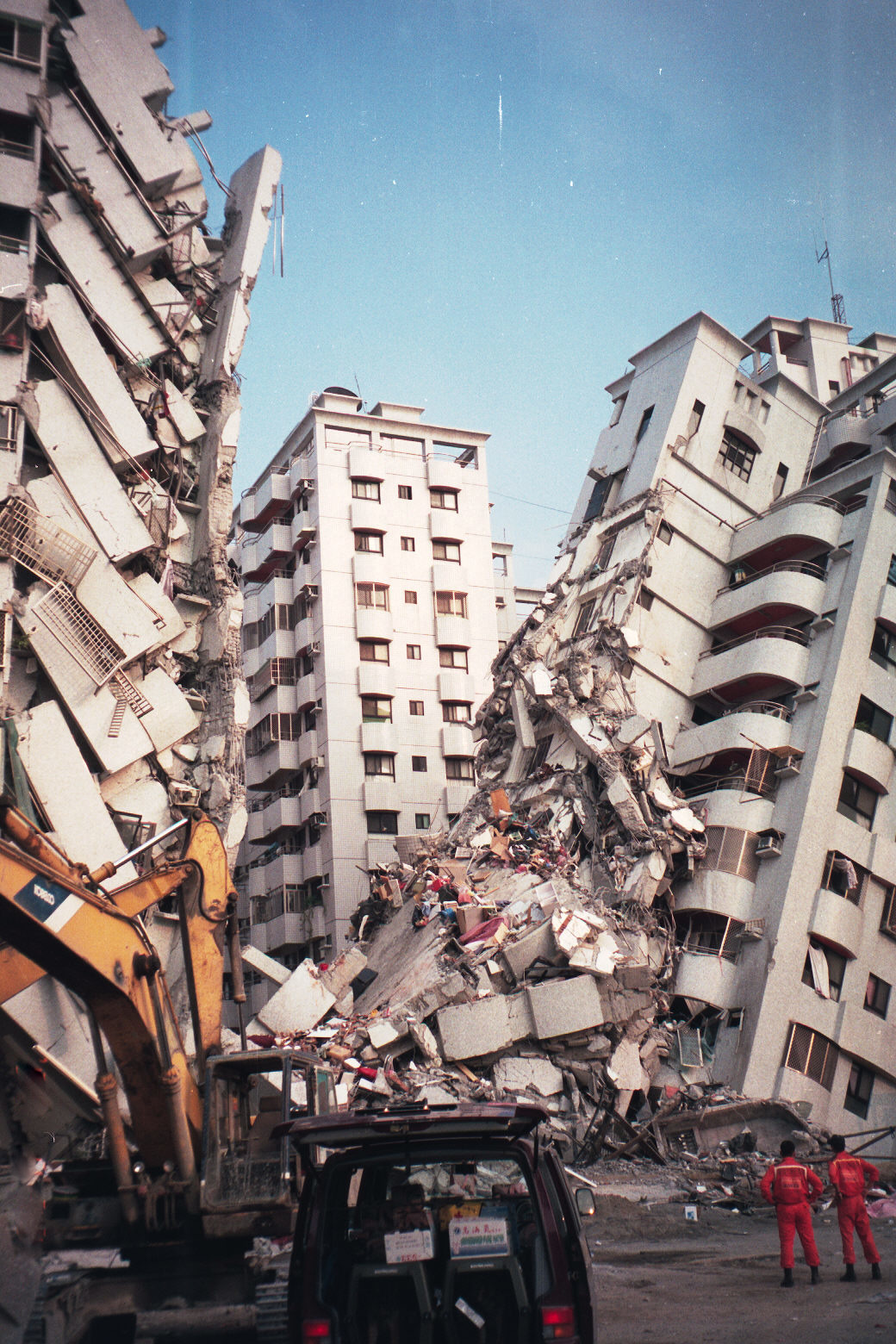
臺中縣大里市「金巴黎」社區大樓倒塌現場，韓國搜救隊正進行救援之畫面
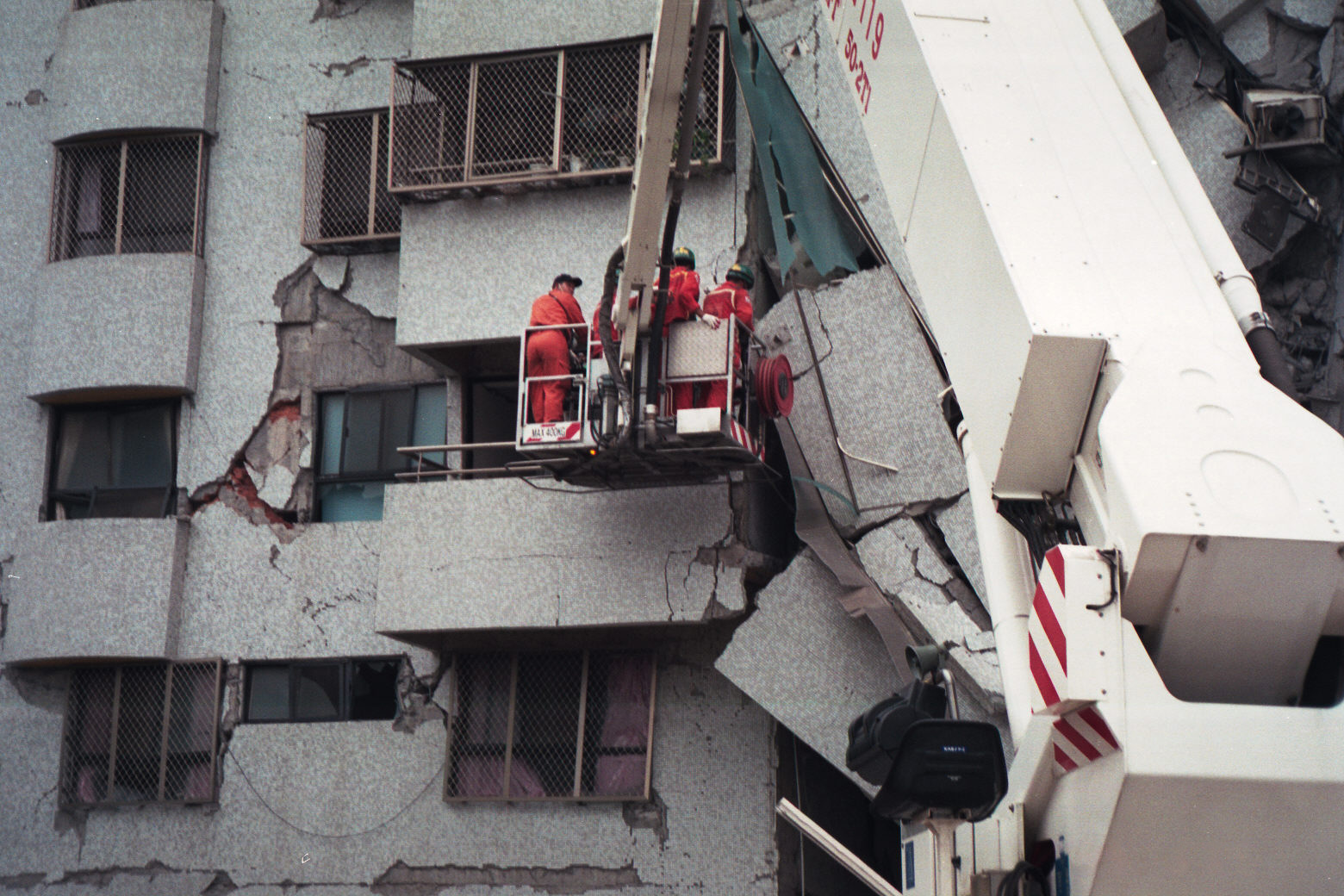
大里「金巴黎」社區大樓倒塌救援
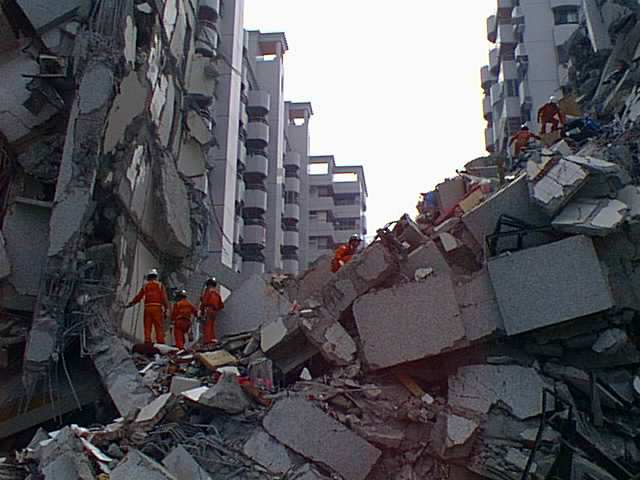
大里「金巴黎」社區大樓倒塌
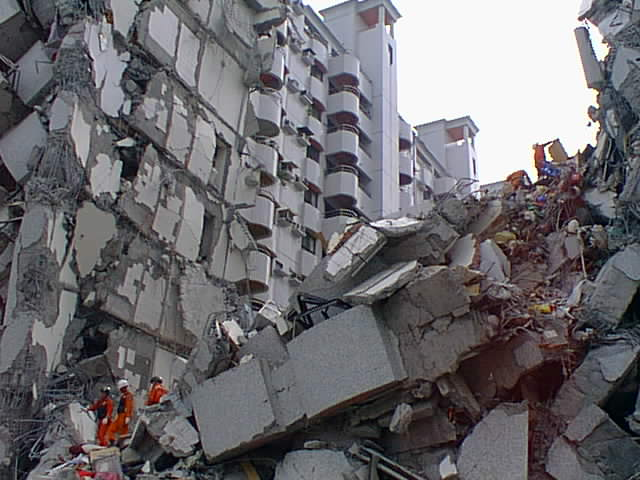
大里「金巴黎」社區大樓倒塌
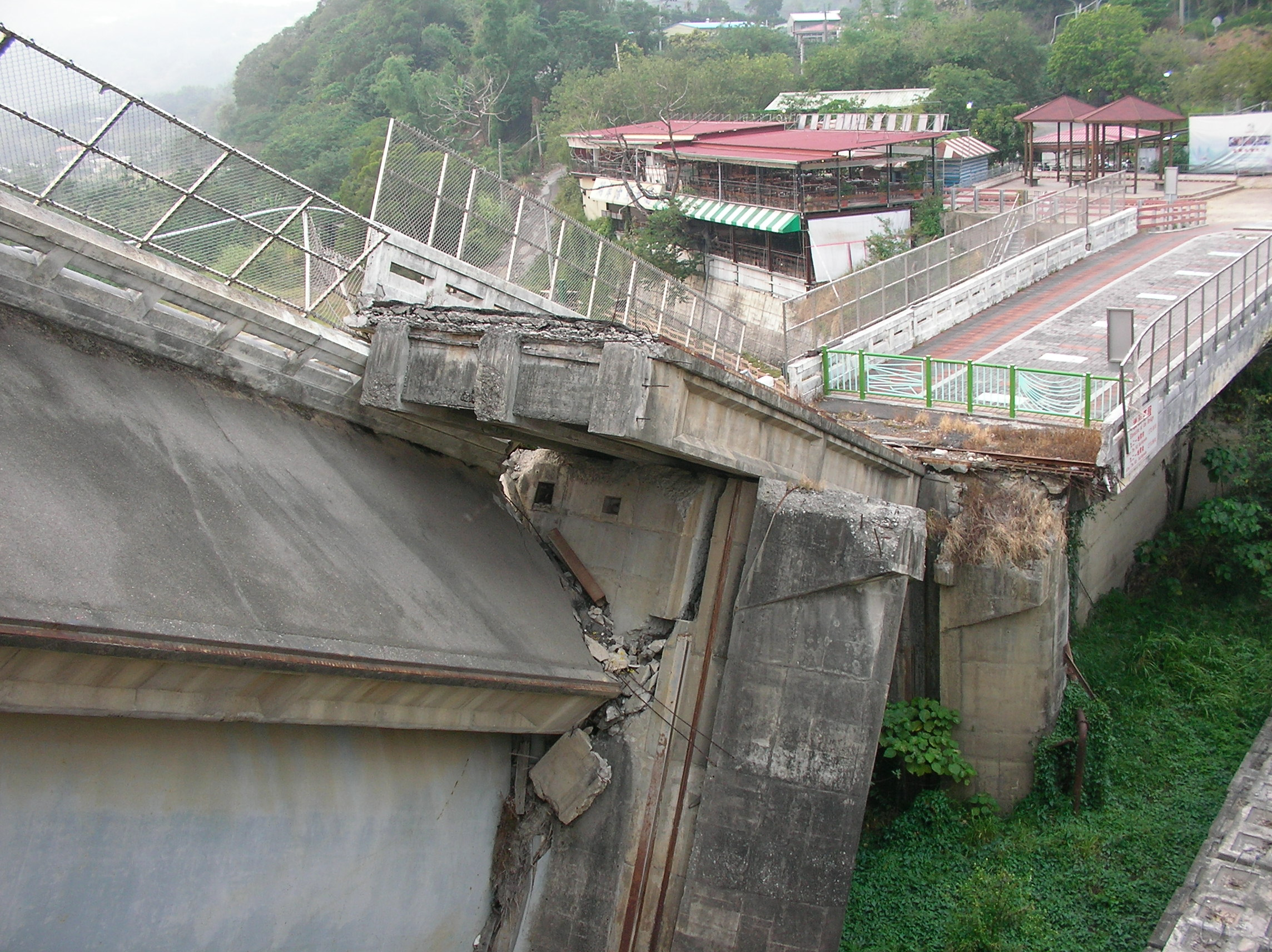
921大地震造成石岡壩溢洪道及閘門斷裂受損之情況

### 臺北

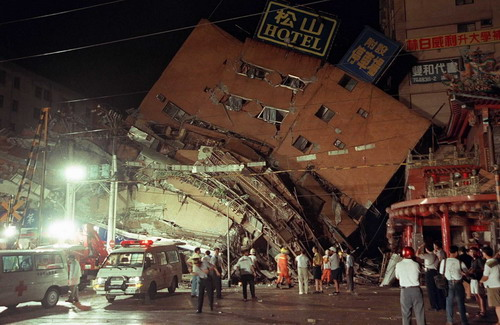
921大地震後倒塌的臺北市東星大樓

地下兩層，樓高12層的東星大樓是台北市受災最嚴重、也是唯一倒塌的建物。而位於臺北縣新莊市「博士的家」由於未按圖施工，建築安全係數未達一半標準，不堪四級地震而導致3棟大樓倒塌，45人罹難。在台北地區，地震造成的災害與效應特別嚴重。科學家推測是由於台北盆地四面環山，會導致地震波聚集效應，再加上台北盆地土質鬆軟所致的場址效應，使震度放大的現象更形劇烈。
- 臺北市松山區與信義區交界：八德路虎林街口的東星大樓倒塌，87人罹難，為本次地震傷亡人數最多的獨棟大樓。
- 臺北市文山區：景美女中敦品樓完全倒塌，學生活動中心也變成危樓，是臺北市公私立高中校園災情最為嚴重的一所學校[56]。
- 臺北縣新莊市（今新北市新莊區）：位於新莊市民安路上的集合式住宅大樓「博士的家」有3棟大樓倒塌，45人死亡；中榮街「龍閣社區大樓」傾斜下陷[57]。

### 彰化
彰化地區災情慘重，包括16層樓的員林鎮（今員林市）龍邦大樓發生嚴重崩塌意外、並傳出多起火災及車禍；社頭鄉、線西鄉、和美鎮、芬園鄉、田中鎮、花壇鄉等地亦有災情；內陸的員林鎮、社頭鄉、大村鄉與沿海的伸港鄉大肚溪口高灘地地震後皆出現裂縫和坑洞之土壤液化現象。
- 員林鎮（今員林市）：「龍邦富貴名門大樓」其中一棟斷裂倒塌，造成23人死亡；位於育英路的彰化縣農會大廈（又稱「彰農大樓」、「名泰診所大樓」）倒塌，幸無人傷亡[58]。員林地區有大範圍的土壤液化，土壤液化的地區包括東和、民生、大饒、崙雅、振興、林厝、萬年、鎮興等里；而黎明、惠來、三義、溝皂、西東、南東、東北等數個里，也有明顯地層下陷及噴砂現象[59]。
- 彰化市：石牌里石牌巷四十五號利奇公司宿舍倒塌；彰和路一段民房倒塌[51]。

### 雲林
雲林縣的災情集中在斗六市和古坑鄉，其中斗六市「中山國寶大樓」、「觀邸大樓」倒塌造成人員傷亡，而古坑草嶺一帶崩塌土方活埋民眾29人，同時阻礙河道形成堰塞湖新草嶺潭。
- 斗六市：由漢記建設公司興建的「中山國寶大樓」（二期）嚴重塌陷，14人死亡；「觀邸大樓」倒塌，9人死亡；「漢記大樓」（玉山商業銀行位於斗六市之分行）倒塌，因該大樓為辦公大樓，地震時無人在大樓內，故無人傷亡。
- 古坑鄉：古坑鄉公所及中國石油（現為台灣中油股份有限公司）古坑營業處倒塌。濁水溪支流清水溪上游草嶺附近、海拔約一千一百公尺的崛畓山因地震而崩塌，山崩大走山所崩落土石體積估計達1億2千萬立方公尺，走山距離達3公里[38][60]，活埋8戶共29人[61]，並阻礙河道形成一堰塞湖—新草嶺潭（已經於2004年七二水災後消失）；除此之外，草嶺飯店與神農大飯店也被震陷[38]。

### 嘉義

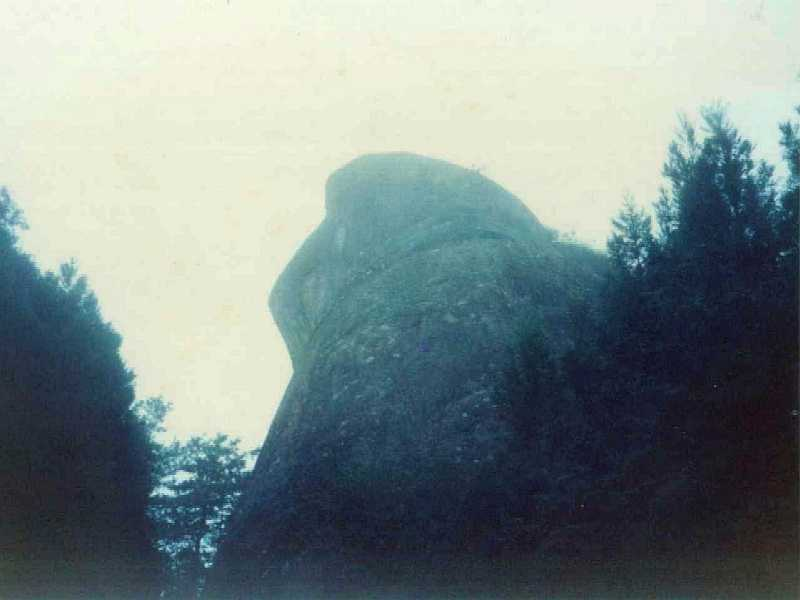
「眠月石猴」原貌。

嘉義災情主要集中在阿里山山區，梅山鄉、竹崎鄉等地亦有零星災情。
- 阿里山鄉：阿里山森林鐵路的阿里山車站被震毀；61公里處屏遮那段的鐵軌扭曲變形；支線眠月線、祝山線亦被強震摧毀；而位於眠月支線終點，著名的天然紀念物，形如老猴的「眠月石猴」，其頭部被震落，原貌消失。阿里山公路豐山村道路坍方部分交通中斷[51]。
- 梅山鄉：龍眼村有房屋倒塌，道路坍方部分交通中斷，瑞豐村與碧湖村亦有道路及建物受損[51]。

### 苗栗

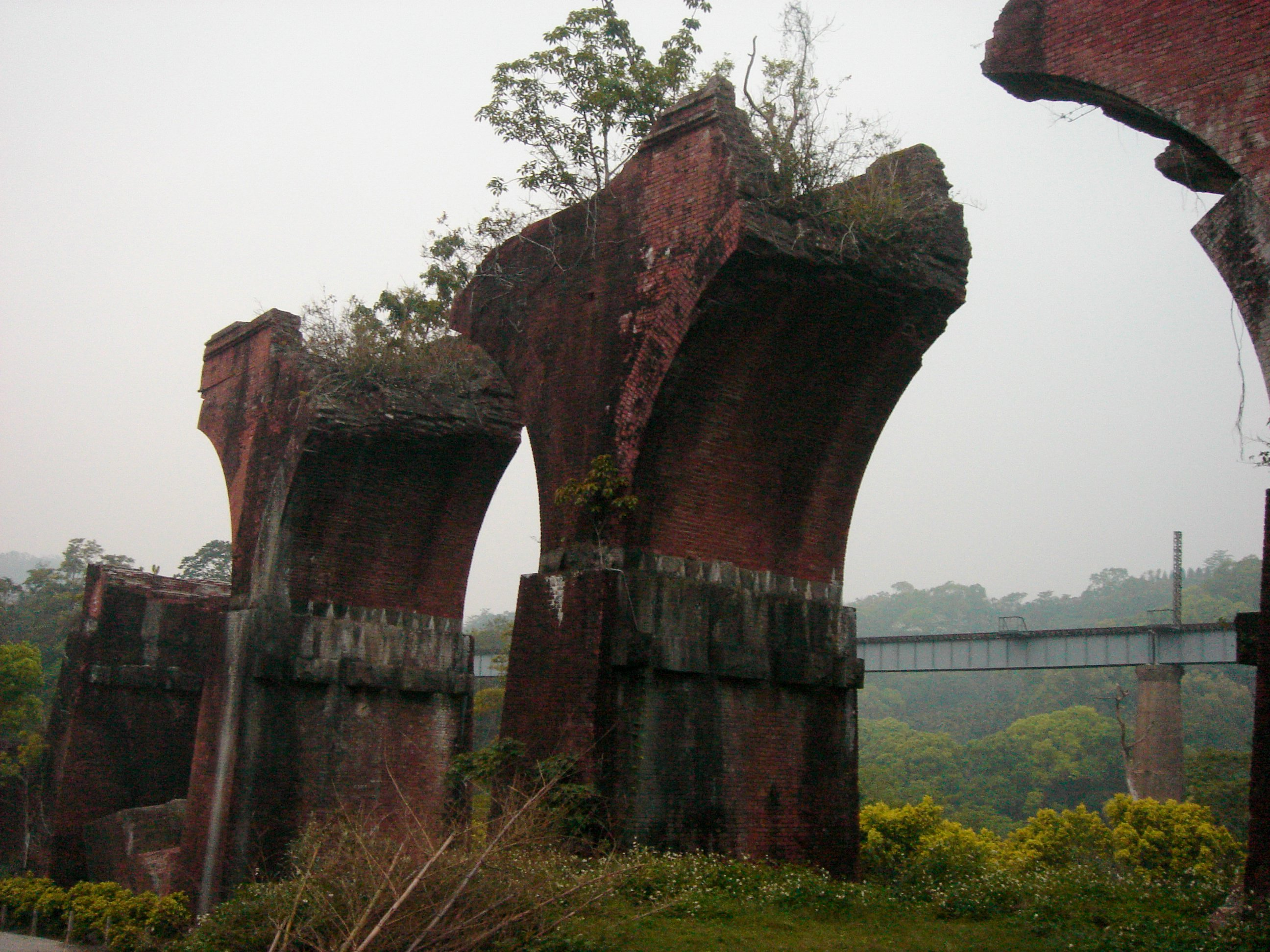
龍騰斷橋部分橋墩於921大地震時再度掉落。

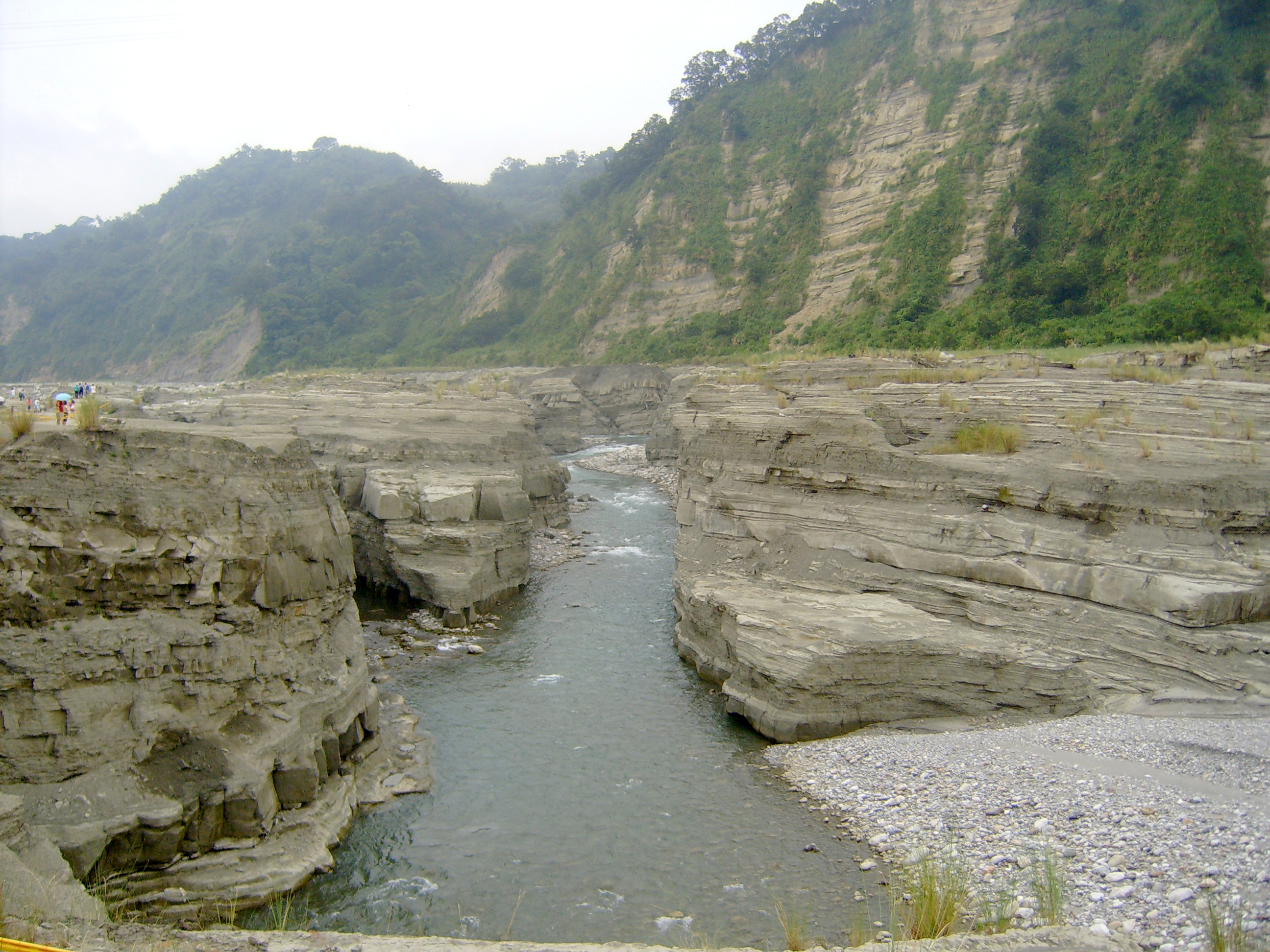
921大地震形成大安溪大峽谷。

苗栗縣受災狀況以卓蘭地區最為嚴重，百餘間民房倒塌，而位於三義鄉的龍騰斷橋部分橋墩禁不住強烈搖晃，應聲落地，龍騰斷橋也成為1935年新竹台中大地震與九二一地震兩次世紀大震的見證者。
- 卓蘭鎮約有100多間房屋倒塌。而卓蘭鎮與台中縣東勢鎮之大安溪河段因車籠埔斷層經過，溪床抬升近6公尺，並阻斷水流形成堰塞湖，後來隨著河道沖刷水流下切形成大安溪大峽谷[62]。

### 其他縣市
行政院農業委員會所轄位於桃園縣復興鄉的東眼山森林遊樂區及高雄縣桃源鄉的藤枝森林遊樂區遊樂設備損毀；台東林區管理處所轄南橫往向陽路段160K+800M處坍方交通中斷，南迴公路於台東有多處路段坍方交通暫時中斷。位於宜蘭縣五結鄉的孝威倉庫稻穀低溫冷藏倉庫遭受921集集大地震波及，導致倒塌、毀損容量520公噸5座、175公噸1座，損失約新台幣3千餘萬元；台南縣白河佑昇水泥公司攪拌桶倒塌。新竹市國賓飯店40公噸工地起重架掉落，造成2死1傷；新竹縣竹北市和新埔鎮各發生穀倉倒塌事件，竹北的穀倉倒塌壓到民宅，造成至少4人輕傷；花蓮縣蘇花公路與中橫公路部分路段坍方。

## 基礎設施受災狀況

### 停電
集集大地震引發比729全台大停電更嚴重的電力設施受損，因南投縣中寮鄉之中寮超高壓變電所遭震損，加上345仟伏中寮－龍潭線#203號高壓電塔倒塌毀損，造成全台灣於地震發生後立即停電。中寮超高壓變電所是台灣電力公司「電力系統總樞紐」，設備塌垮引起北部與南部的電力系統解聯（即隔離成南北各自獨立的電力系統），中北部因電力供應遽降，進而引發電力系統崩潰，鉅工電廠以北電力系統癱瘓，包括核一、核二、協和、深澳、通霄、台中、林口以及台塑麥寮等電廠的機組全部跳機，彰化以北全部停電，共計649萬戶無電可用。由於中寮超高壓變電所損壞之故，南電北送之線路受到影響，造成南北供電系統各自運作，北部都會區供電吃緊，雖然恢復供電，但是仍持續實施分區供電。地震除了造成中寮超高壓變電所電力設備地層位移塌垮損失外，天輪超高壓變電所地層下陷，設備亦損害嚴重，德基－谷關線、青山－谷關線幾乎全毀，另外其他線路亦受重大損壞。經台電緊急動員全體員工全力搶修搶修之後，採限電措施，10月3日晚上7:00時才將中部的全部電塔搶通，先解除部分限電，直到10月10日始解除全台限電。
921大地震後各電廠發電情形：
- 南部地區各火力、核電廠正常運轉。
- 北部地區有石門、翡翠、義興等水力機組及核一廠、核二廠、協和一至四號機（協二機9月23日20：50併聯）、林口一、二號機、深澳一、二號機及通霄發電廠等併供電。
- 中部地區台中二、六號機（9月24日06：28併聯）運轉供電。

### 停水
921大地震造成自來水設施受災地區主要為台灣自來水公司第四區管理處管轄之大台中地區及南投縣，主要損害為石岡壩及鯉魚潭水庫受損以致無法供水。地震造成鯉魚潭淨水廠取水口損害，每日僅可供給40噸自來水，而石岡壩因壩體受損而無法蓄水以及豐原淨水廠淨水設施與管線受損，則完全無法供水。由於大台中地區僅能由鯉魚潭廠及台中市內深井供水，供水量不足，因此採取分區輪流供水，每區供水兩天停四天，至搶修完成為止，停水區由各區公所提供之送水點以及支援水車送水。

### 停氣
921大地震主要損壞的瓦斯公司為欣彰、欣中及欣林三家公司，地震後瓦斯系統受損，欣中瓦斯公司至9月27日止共發現2,000處瓦斯滲漏，欣林瓦斯公司之供給地區因為斷層經過致瓦斯管線受損嚴重，造成共計有37萬戶停氣，至10月5日修復近31萬戶。各天然氣公司因本次地震而損壞之管線長度約為827,527公尺。

### 學校
921大地震造成中部地區近二分之一的校舍倒塌或嚴重損毀，其中大專院校7所、高中職83所、國中168所、國小488所，而中小學遭到損壞者共計656所，約佔全國中小學總數的五分之一。所幸921集集大地震發生在凌晨，校舍空無一人，校舍倒塌並未引致任何師生傷亡。
| 縣市名稱 | 數量 |
| -------- | ---- |
| 台北市   | 67   |
| 高雄市   | 0    |
| 台北縣   | 76   |
| 宜蘭縣   | 8    |
| 桃園縣   | 11   |
| 新竹縣   | 13   |
| 苗栗縣   | 85   |
| 台中縣   | 71   |
| 南投縣   | 69   |
| 彰化縣   | 85   |
| 雲林縣   | 49   |
| 嘉義縣   | 46   |
| 台南縣   | 3    |
| 高雄縣   | 2    |
| 屏東縣   | 1    |
| 台東縣   | 15   |
| 基隆市   | 15   |
| 新竹市   | 16   |
| 台中市   | 76   |
| 嘉義市   | 32   |
| 台南市   | 29   |
| 金門縣   | 0    |
| 連江縣   | 0    |
| 總計     | 786  |

### 交通

#### 鐵路
臺鐵縱貫鐵路山線三義一號隧道發生拱頂坍落及軌道扭曲，大甲溪橋4座橋墩及乙處帽梁龜裂，梁端移位，交通全面中斷停駛；而集集線則有多處路段的路基隆起、路線彎曲、站房受損傾斜，全面停駛；臺中港線亦嚴重受損。由於山線中斷，各級列車改以海線行駛，致列車嚴重誤點。臺灣汽車客運公司因應山線鐵路交通中斷，機動加開台北往台中、桃園往台中、中壢往台中、新竹往台中、台北往苗栗、台北往豐原等線班車，加強輸運旅客。臺中線於1999年10月8日搶修竣事恢復通車，集集線則於2001年1月21日重建完竣，列車恢復行駛。

#### 公路
公路損失較鐵路嚴重，公路災害主要集中在與車籠埔斷層平行之台3線和與斷層垂直之中橫公路路段，省道台3線主要災情為橋樑掉落斷裂，而中橫則是路基坍毀成峭壁或土石坍方阻斷交通，離斷層較遠台1線則受損較輕微。至於國道部分，中山高速公路離斷層較遠，僅少部分路燈、邊坡、橋樑輕微受損，交通未阻斷。國道3號中部路段（俗稱中二高）於地震當時正在施工階段，吊放於橋墩上之簡支梁受到毀損。總計公路局所養護之省縣鄉道計有44條路線受損，其中有33條路線711處交通阻斷。
由於車籠埔斷層帶兩側之地表產生最大之垂直高差達11公尺，最大水平錯動量約10公尺，在如此巨大之變化下，受災區域內之鐵路公路之橋梁、隧道均遭嚴重之破壞，以致交通路網全面受阻。921地震時造成近千座橋梁中，約有20%之橋梁受到不同程度之損傷，其中20餘座橋被列為嚴重損壞，嚴重損壞橋梁之破壞模式包括斷層錯動造成落橋、橋墩剪力破壞、橋柱與上部結構之接頭損壞、直橋及斜橋因支承座長不足而落橋、鋼纜線斷裂、以及橋台及邊坡或液化造成之基礎破壞等。
| 橋樑名稱 | 地區                       | 橫跨河流 | 銜接公路              | 完工年份 | 跨距 (m) | 總長 (m) | 主要破壞模式 |
| -------- | -------------------------- | -------- | --------------------- | -------- | -------- | -------- | ------------ |
| 石圍橋   | 台中縣東勢鎮               | 沙連溪   | 台3線163K+620         | 1994年   | 25       | 75       | 落橋         |
| 東勢大橋 | 台中縣東勢鎮與石岡鄉       | 大甲溪   | 台3線167k+891         | 1962年   | 26       | 572      | 主梁／橋墩   |
| 長庚大橋 | 台中縣東勢鎮與石岡鄉       | 大甲溪   | 中44線-1              | 1987年   | 25       | 300      | 落橋         |
| 埤豐橋   | 台中縣豐原市與石岡鄉       | 大甲溪   | 豐勢路1131巷          | 1991年   | 25       | 300      | 落橋         |
| 龍安橋   | 台中縣新社鄉與東勢鎮       | 大甲溪   | 縣道129號             | 1986年   | 35       | 280      | 橋柱         |
| 光龍橋   | 臺中市北屯區               | 大里溪   | 光西巷                | 1986年   | 28       | 56       | 橋面／橋台   |
| 一江橋   | 台中縣太平市               | 頭汴坑溪 | 縣道136號             | 1972年   | 11       | 264      | 落橋         |
| 大峰橋   | 台中縣大里市與霧峰鄉       | 草湖溪   | 中105線               | 1992年   |          |          | 橋面         |
| 新溪南橋 | 台中縣烏日鄉與霧峰鄉       | 大里溪   | 縣道127號             | 1994年   | 50       | 500      | 橋柱／支承   |
| 烏溪橋   | 台中縣霧峰鄉與南投縣草屯鎮 | 烏溪     | 台3線210K+371         | 1981年   | 34.7     | 624      | 落橋／橋柱   |
| 炎峰橋   | 南投縣草屯鎮               | 烏溪     | 台14線27k+060~27k+515 | 1984年   | 35       | 455      | 橋面／橋柱   |
| 乾峰橋   | 南投縣國姓鄉               | 烏溪     | 縣道136號             | 1986年   | 25.6     | 184      | 橋柱／橋台   |
| 貓羅溪橋 | 南投縣南投市與草屯鎮       | 貓羅溪   | 台3線217K+870         | 1999年   |          |          | 橋柱         |
| 名竹大橋 | 南投縣名間鄉與竹山鎮       | 濁水溪   | 台3線224.1K           | 1990年   | 25       | 700      | 落橋         |
| 普濟橋   | 南投縣集集鎮與水里鄉       | 油車坑溪 | 台16甲線              | 1979年   | 35       | 105      | 帽梁         |
| 集鹿大橋 | 南投縣集集鎮與鹿谷鄉       | 濁水溪   | 縣道139號63.5k        | 1999年   | 150      | 300      | 橋塔／支承   |
| 信義橋   | 南投縣信義鄉               | 郡坑溪   | 台21線                | 1981年   | 29       | 180      | 橋柱         |
| 延平橋   | 南投縣竹山鎮               | 東埔蚋溪 | 台3線230.2k           | 1986年   | 13       | 78       | 橋台         |
| 龍門大橋 | 南投縣竹山鎮               | 清水溪   | 投53線                | 1982年   | 40       | 480      | 落橋         |
| 鯉魚大橋 | 南投縣竹山鎮               | 清水溪   | 投53線                | 1988年   | 39       | 546      | 支承         |
| 桶頭橋   | 南投縣竹山鎮               | 清水溪   | 縣道149號13K+633      | 1980年   | 40       | 160      | 落橋         |

#### 通訊
長途網路方面，中華電信位於臺中市三民路的台中公館機房因停電及水塔倒塌當機，致大台中地區對外長途及行動電話通訊中斷約4小時。梨山-東勢光纜中斷，且因中橫公路嚴重受損，修復困難。市內電話網路方面，地震造成東勢、南投、埔里、鹿谷、卓蘭等52個交換局中繼光纜受損，致對外通訊中斷，因地表遭受嚴重擠壓，地下管線變形或拉扯，中部地區受損客戶計205,291戶。至於行動電話方面，全區之基地台由於傳輸線或電力中斷等原因造成1,500台基地台故障而無法通訊。

## 傳播媒體報導
凌晨地震發生後，台視先是以跑馬燈報告地震訊息，而約略在凌晨三點時進行現場特別報導，中視在地震後則以字卡顯示，不久後也開始進行連線報導，民視則是轉播CNN的即時速報，而後續數日，各家無線台紛紛暫時停播原先節目或更改原先的節目表而完整報導災情，綜藝節目亦暫時改為募款節目的形式，以演藝圈的影響力募得善款，新聞台也24小時不間斷的播報災情。廣播部分，警廣、中廣等廣播電台在地震後以電話連線給各地方記者以及縣市政府人員，並傳遞地震資訊、各地災情及停班課資訊，警廣並開放專線讓民眾提供災情。中廣在地震發生後，馮小龍、朱克威、李雅媛輪流主播，凌晨兩點開始中廣音樂網、中廣流行網、中廣寶島網原先節目全數停播，聯播中廣新聞網節目。甫開台的News98在地震當時正播出「九八夜線」節目，地震後主持人播出大地震的重大消息，隨後新聞部的人員陸續到達電台展開一連串馬拉松實況播報，除此之外，台北之音也加入報導災情的行列。
大地震發生後亦立刻引起全世界傳媒的注意，美國有線電視新聞網（CNN），ABC、MSNBC、CBS三大電視台和福斯電視台（FOX）都在新聞網頁以頭條方式大幅報導此次地震。英國BBC新聞網也是以頭條的方式報導台灣發生大地震的消息；日本《讀賣新聞》、《朝日新聞》、《每日新聞》等各大報的網站也是以最快的速度更新有關台灣地震的消息。另外法國和德國各地的即時新聞網站也都詳加報導。

## 政府措施與國內捐助

### 中央政府因應
地震發生後3分鐘內政部成立「緊急應變小組」，當日凌晨2點10分中央政府成立「九二一地震中央處理中心」；2點30分時任行政院院長蕭萬長召開高層首長會報，並宣布九項緊急處理指示；清晨6點，國防部與國防部參謀本部成立「救災應變指揮中心」，下午4點30分行政院邀集各部會局處署召開「九二一地震災後重建會議」，會中達成15項結論。9月22日，時任中華民國總統李登輝宣布成立「九二一地震救災督導中心」，由時任中華民國副總統連戰負責；9月23日行政院召開第2647次行政院會議，聽取內政部等單位報告921地震災情及處理情形，並自當日起全國降半旗3日致哀。為加快救災速度，中華民國總統府於地震發生後第5天頒布《民國八十八年九月二十五日總統緊急命令 （页面存档备份，存于）》，經時任行政院院長蕭萬長同意，開始執行，至2000年3月24日失效。
9月21日凌晨1时47分地震發生，國防部下令，中華民國國軍官兵不待命令投入災區救災，總統李登輝與參謀總長湯曜明上將則於上午分別抵達臺中縣政府、南投縣政府聽取簡報與視察災區。並由交通部、國防部來調租民間車輛工程重機械，與各地消防、救援團體展開救災行動，救出、撤離、安置災民與危建物之清理。
921大地震發生後，財政部宣布9月21日股票市场暫停交易2天，適逢中秋节連續假期之休市，直至1999年9月27日始恢復交易，為臺灣證券交易所自開業以來，除了颱風因素停止交易外，史上股市第三次非正常停盤。在恢復正常運作後，又採取縮小跌停幅度的措施，使股市復市之初即賣壓湧現，單日總成交量僅新臺幣108億元。
9月22日，中央政府動用緊急預備金，提供各鄉鎮村長二百萬元賑災。此外本日開始各國救難隊便陸續抵達台灣協助救災。各地救災及募捐行動如火如荼的展開，但仍有人認為政府應變能力有待加強，其中更發生總統李登輝的前導直升機（第二架軍方陪同視察官員）在降落時吹倒一棵鳳凰樹，一位小女孩賴怡君不幸被壓死。9月25日，總統李登輝發布緊急命令，立法院於9月28日追認通過，以減少行政上的程序，加速救災。9月26日晚上李登輝於總統府再度召集高層首長工作會議，決定由行政院於9月27日成立「行政院九二一震災災後重建推動委員會」，行政院院長蕭萬長擔任主任委員、行政院副院長劉兆玄擔任副主任委員兼執行長，並設置由經建會主任委員江丙坤、省主席趙守博、陸軍總司令陳鎮湘上將等3位副執行長及13個工作小組，積極推動救災重建事宜。國防部並協助地方政府執行災後搶救工作，國軍緊急動員投入大量兵力執行救災、災後重建任務以及災民收容安置，以及協助災區清理、組合屋建構及危樓拆除等工作。國軍不分晝夜投入苗栗、臺中、南投、彰化、雲林及嘉義等地救災，尤其是中部地區動員投入兵力與物力最多。總計國軍共投入46萬人次協助災區重建工作，堪稱國軍近年最大規模的救災行動。
許多縣市政府亦在地震過後紛紛宣布當日停班停課，包括：
- 基隆市、臺北市、臺北縣、桃園縣、苗栗縣、臺中市、臺中縣、南投縣：停止上班上課
- 新竹市、新竹縣：上班但不上課
- 彰化縣、雲林縣、宜蘭縣：高中職以下不上課，要上班

而國際救援組織與中央政府連繫後，也親自來台投入救災。9月23日美國維吉尼亞州費爾法克斯郡緊急救援隊於凌晨兩點在雲林縣斗六市倒塌的「觀邸」危樓中救出受困兩天兩夜的居民許澤泰，他是大地震第一位被國際救難組織尋獲的幸運生還者；土耳其救援隊緊接著在凌晨稍後在彰化縣員林鎮「龍邦富貴名門大樓」的廢墟中救出受困50小時的女性住戶廖素英；9月24日，臺中縣大里市（今大里區）受困長達87小時的6歲男孩張景閎、從倒塌的「台中王朝」大樓廢墟中，被南韓的搜尋隊救出。9月26日上午11:15，當時就讀於臺北縣（今新北市）東南技術學院及臺北市大安高工的孫啟峰和孫啟光兩兄弟，從東星大樓的災區被救出，兩兄弟受困東星大樓廢墟長達6天，也就是近130個小時。這些好消息不只振奮了搜救隊，亦對於當時仍有家人受困在瓦礫堆中，而只能在廢墟旁殷殷期盼奇蹟出現的家屬們來說，燃起無限的希望。

### 國內捐助
| 類型                 | 募款金額（新台幣） |
| -------------------- | ------------------ |
| 民間募款團體         | 148.51億元         |
| 縣市政府帳戶         | 74.15億元          |
| 受災鄉鎮市公所       | 8.57億元           |
| 921震災重建基金會    | 132.17億元         |
| 災後重建團體收受捐款 | 約3千萬元          |
| 其他政府團體         | 約2千萬元          |
| 小計                 | 約315億元          |
| 隱藏性捐款           | 約60億元           |
| 合計                 | 約375億元          |

921大地震發生後，慈濟、國際佛光會、一貫道、法鼓山護法總會、行天宮、靈鷲山佛教基金會等宗教團體也積極投入救災與捐助，民間各地捐款踴躍是全台灣首次最大規模的募捐行動。保守估計，現金捐款總數高達約新台幣315億元，其中由中央政府收受134億另成立九二一震災重建基金會保管使用，111億是民間團體，大部份捐到宗教團體，其中61.74％用在校園重建，11.04％蓋組合屋，58億是縣市政府，11.5億為鄉鎮公所。921大地震民間捐款約占政府編列重建經費總額的七分之一，而民間捐款所占相對比例，遠非同級災難國所能相比，堪稱是歷年來全球大災變中民間最高比例的捐款。
台北市政府921賑災剩餘款8,181萬3,414元，挪撥到市府「重大災害民間賑災捐款」，在2008年挪用6,400萬元轉給中華民國紅十字會捐給四川解北小學蓋20間教室，是當時重大災害捐款中9年來最高筆的捐贈。

## 爭議

### 中華人民共和國
1999年7月底，李登辉在德国媒体下向国际发表「两国论」（特殊国与国关系），被大陆当局视为踩到台独红线，正逢台湾即將总统大选，当时解放军正准备再次以1996年台海危机做剧本，几度发动明年的对台示威演习来做出表态，921大地震发生后的混乱，中国大陆决定先行释出人道救援工作的善意，遂终止大规模军事行动，正好避免了此次台海危机的爆发。
1999年9月22日，《法新社》引述《俄通社-塔斯社》的報導指出，俄羅斯原定多派出一支醫療團隊到台灣，但台灣官員要求僅派出一支救援隊即可。23日，俄羅斯《今日報》以「政治天災－俄羅斯給台灣的救援，因北京與台北的對抗而整整延遲十二小時」為題報導指出，由於中華人民共和國政府不提供空中走廊，使得俄羅斯的救援飛機須在伊爾庫次克與伯力加油，在莫斯科時間9月22日中午12點抵達台灣，而在降落台灣前，中華民國空軍曾派戰鬥機升空迎接俄羅斯的救援飛機到中華民國軍用機場，中華民國軍方解釋此舉是為了保證飛機的安全，使這項救援行動不受到中華人民共和國政府的干擾。《今日報》另指出，因為中華人民共和國政府的要求，救援飛機沒有配備醫師。《中央通訊社》引述一位旅俄台商指出，救援飛機在9月21日18點30分出發繞道西伯利亞前往台灣。9月24日，海峡两岸关系协会秘書長张金成針對俄羅斯《今日報》的報導回應，這純粹是謠言，俄羅斯的救援飛機正是從中華人民共和國的領空飛抵台灣。9月25日，俄羅斯救援隊長普拉特接受採訪時则展示了另一种场景，根据其说法，救援飛機则是在俄本土机场準備起飛後等待了大約13個小時才起飛，他没有说明原因。
1999年10月3日，台灣《中國時報》駐莫斯科特派記者包理述（Аркадий Борисов）以「俄救難隊：救人第一是我們唯一信念」為題報導指出，俄羅斯救難隊副隊長博雷科針對中華人民共和國政府不允許俄羅斯的救援飛機飛越領空的報導回應是無中生有。報導另指出，當時俄羅斯的救援飛機根本沒不打算利用中華人民共和國的空中走廊，救難隊是因等待台灣方面同意而耽誤時間，但政府需要時間來了解災情情況所以是正常的。10月8日，中華民國外交部亞西司司長陳國璜表示，派員到機場接機的時間被迫延後，俄羅斯救援隊員及隨行記者有向中華民國證實，中華人民共和國政府確有干擾俄羅斯的救援行動。10月9日，台灣《聯合報》的報導指出，俄羅斯方日前曾私下否認俄羅斯《今日報》的報導。

### 中國紅十字會
1999年9月23日，根據聯合報報導，中國紅十字會秘書長孫愛明在9月22日表示，任何國際紅十字會要捐助給台灣地震的款項和救災物資，都必須得到中國紅十字會同意，甚至任何國家要援助台灣地震，也應徵得中國紅十字會的允許方可援助。中國紅十字會希望將中国大陆筹集的救災物資以直航的方式，從廈門直接運到台灣，孫愛明並表示，一個國家只能有一個紅十字會組織，中國紅十字會代表中國，因此台灣紅十字會是在中國紅十字會之下；任何國家要援助台灣地震，應徵得中國紅十字會允許；國際紅十字組織的原則，台灣紅十字會應該相當清楚，中国大陆沒有刁難的意思，「只是不想在國際上造成兩個國家」。根据中国时报报导，孙爱明当时解释所谓“同意”并不是指要经过中国红十字会批准才能赈灾，而只是指“打招呼”，「只要有國家跟我們說一聲，我們一定會同意的。」孙爱明又称，一旦同意後，各国可以直接自行与台湾红十字会联系，援助款项和物资的调配也“无需得到中国大陆批准或发配”。時任中華民國外交部部長胡志強声称：“有些國家被迫在派救難團赴台前徵詢北京方面，但其遲遲不予回應，有些國家仍依計畫飛台，但的確有些國家就取消赴台救援計畫。”。联合報亦報導，中华人民共和国各駐外單位還廣開的「中國台灣省救災專戶」接受捐款，與中華民國台灣駐外大使館和代表處的「台灣大地震救災義援金」募款帳戶名稱略同，疑矮化中華民國。
1999年9月23日，美國紅十字會則透過各種管道，澄清「國際紅十字會對台灣九二一地震的援助，需經過中國紅十字會同意」的說法，並且明確指出，任何對台灣地震的奧援，都會交由在日內瓦的國際紅十字會後，「直接」轉交台灣紅十字會。美國紅十字會表示，事實上，921大地震發生後，國際紅十字會立即派了八人援救小組到台灣。美國紅十字會洛杉磯分會主任海格伍德並指出，美國紅十字會已經於9月23日下午將十萬元捐款交給國際紅十字會，而美國紅十字會也向各分會說明並且保證，這筆錢將由國際紅十字會交給台灣紅十字會，並強調不只這筆捐款，以後每筆給台灣921大地震的捐款，都不會透過中國紅十字會，再交台灣紅十字會。

### 各界评论及反應
時任中華民國外交部部長胡志強表示中華人民共和國政府在臺灣發生大地震期間，仍透過聯合國等國際場合發言打壓臺灣，以外交手段影響國際救援隊伍來臺協助救災，更妄自代表中華民國及臺灣人民向各援助國致謝，其行徑只能以「趁火打劫」來形容，「此種違反國際人道原則的言行，是中共自1989年六四天安門事件後，最不重視人道的表現，不但為我2,200萬同胞所斷然不能接受，相信亦為廣大國際社會成員同感遺憾與不齒。 」胡志強也嚴正聲明，「我們絕不歡迎，任何附帶政治動機及條件的協助，天災雖然傷害了我們的親人與鄉土，卻不可能動搖我們護衛尊嚴的意志與決心。」行政院大陸委員會於1999年9月23日召開記者會，陸委會副主委許柯生指出，中共宣稱世界各國紅十字會必須先取得中國紅十字會的同意，才可對台灣展開援助，這是違背人道關懷，也將引起台灣人民的反感，在台灣有災難時，仍要採取泛政治化的動作，實在「很不恰當、很不適合。」。副主委許柯生並指出，自集集大地震發生以來，各國及國際組織主動對我國援助，是基於人道精神，且是直接與我國接觸，但是中共屢屢施展小動作，宣稱各國紅十字會要對台援助，須得到中國紅十字會的同意，「這是不了解國際社會的援救組織，也不了解人道關懷。」許柯生表示，過去大陸發生地震、長江水災等天然災害時，台灣也不吝提供捐款和物資，累計高達新台幣15億元，但我方從未作出泛政治化的動作。
新竹縣縣長林光華對中華人民共和國政府方面一再以泛政治化手法，阻撓國際社會對台援助，表示嚴重抗議：「台灣遭到大地震重創，國內同胞莫不全力救災，國際社會紛紛伸出援手。就連已解體的捷克與俄羅斯，或生活比我們落後的土耳其，都給予關懷，或派遣救難隊伍參與救援。中國大陸卻處處阻撓各國賑災，如此蓄意打壓、落井下石，毫無人性與人道。」臺北市議會亦於當年10月20日無異議通過決議譴責中華人民共和國政府阻止國際救災團體援助台灣921大地震的舉動。提案表示，台灣發生100年來最慘重的大地震，國際間紛紛組派救難隊及資助賑災物資，包括沒有邦交或比台灣窮的國家都來協助，但中華人民共和國政府竟刁難國際紅十字會來台進行基本人道救援，延遲約旦等國所送救濟物質，甚至要求各國與國際組織須先取得北京同意才能救援台灣。提案指出，過去中國大陸發生天災，台灣援助金額不下5,000萬美元，這次台灣有難，中華人民共和國政府竟如此對待，使台灣人民深感憤怒。
美國國會聯邦眾議院議員布朗（Sherrod Brown，民主黨，俄亥俄州）於地震後發表聲明說「臺灣民眾在為保存性命而奮鬥，但聯合國的官僚卻在擔心觸怒北京的獨裁者」，他形容這種心態幾近荒謬。眾議院院會於二十八日無異議通過決議案，對大地震受難者表達最深切的同情，並支持臺灣民眾重建的努力。國際關係委員會主席吉爾曼（Benjamin Gilman，共和黨，紐約州）、亞太小組委員會主席畢萊特（Doug Bereuter，共和黨，內布拉斯加州）、蘭托斯（Tom Lantos，民主黨，加州）等提案的議員抨擊中華人民共和國政府在臺灣發生震災之際仍在玩弄政治，干擾延宕國際救援行動。
眾議院並於10月5日提出聯合決議案，規定美國總統通知政府及非政府組織等民間慈善機構（如美國紅十字會），在臺灣發生緊急需求需對臺賑災時，可以最迅速的方式提供支援，毋須知會中共當局。決議案規定美國總統支持臺灣加入國際紅十字會、世界衛生組織及聯合國人道事務協調廳等國際醫護和人道團體。該案由共和黨政策委員會主席及前調查北京竊取美國高科技委員會主席斯賓塞·考克斯所提。他在眾院全會辯論會中慰問台灣震災時表示，災變期間應撇開政治，但北京卻從中阻撓俄羅斯援臺專機飛越中國大陸領空，致專機須繞道飛臺。俄羅斯救援隊領隊弗拉基米尔·博雷科(Vladimir Boreiko)對此表示否認專機被阻的消息，俄羅斯方面指至台灣的航線在1998年已經取得了國際航行許可（非商業），援臺專機經過並不需要經過北京政府同意。
10月4日，中华人民共和国外交部发言人朱邦造就國際救助臺灣地震灾区问题答记者问。他指出，为救援臺灣受灾同胞，中華人民共和國政府曾考虑通过联合国啟動國際救援行动，以使灾区得到一切可能的援助。为能有效地提供援助，中华人民共和国政府通过海协于9月24日致函臺灣海基会询问臺方需要。但是从海基会得到的答复是“無此需要”。因此，中華人民共和國政府向联合国表示，目前无需啟動國際救援行动。联合国表示将根据有关规定按中華人民共和国政府的要求行事。尽管联合国没有啟動救援行动，但并不影响國際社会通过适当渠道对臺灣地震灾区提供援助。按照当时情况看，國際社会向臺灣开展救灾行动、提供人道主义援助是有效的，也是畅通的。大陸稱曾組成一支包括六位地震專家與數百人的搶險救災隊伍，隨時準備飛往臺灣從事救災，但遭到臺灣方面拒絕。

## 重建

### 安置
震災後數以萬計的災民居住在營區或簡易帳蓬中，為解決災民住的問題，1999年9月27日，行政院成立「九二一災後重建推動委員會」，政府和民間在災區興建組合屋，作為災民臨時安置處所。1999年10月5日公布「921受災戶使用臨時住宅分配作業要點」，由轄區鄉鎮市公所據以辦理受災戶申請分配組合屋，依照「921震災重建暫行條例」規定，居住在組合屋的災民最多可達4年。2001年3月27日止，共計興建組合屋112處，5,854戶。1999年9月28日，慈濟大愛村最先在南投市中興新村德興棒球場動工，接著陸續於南投、台中、雲林共19處動土興建，1999年12月底前完成全部1,743戶、21,051坪。
由於台中縣及南投縣的許多學校在九二一大地震中受創嚴重，許多校舍全毀，只能在臨時搭建的簡易教室或向外租借場所上課，許多學生無法正常上課，因此中華民國教育部訂頒《九二一集集大地震受災國民中小學學生復課暨寄讀他校作業要點》，協助及輔導災區學校學生至附近或鄰近縣市的學校寄讀，也有部分受災戶被住在其他縣市的家人親友接應資助，轉學、搬家到其他縣市生活。

### 公共建設
關於學校重建方面，921大地震後，共計有293所學校需要重建，「九二一震災校園重建工程」由政府與民間合作，針對災區全部倒塌的學校重建，其中教育部委託內政部營建署代辦41所、委託亞新顧問公司辦理22所，而由各縣市政府自辦者計122所，由民間團體發起「認養災區中小學重建計劃」之認養重建共計108所。教育部公布由民間認養災區中小學重建的108所學校當中，慈濟基金會認養了五十多所，佔慈濟救災重建計畫總經費79%。
921震災後臺灣中部地區諸多古蹟與歷史建築受損，災後進行古蹟與歷史建築之修復工程，迄2008年12月底止，包括三義建中國小奉安殿、臺中市長公館、永靖公學校宿舍、名間陳氏宗廟、埔里黃宅、南投市農會及鹽水八角樓等共計52處皆已完工，其中以舊山線大甲溪鐵橋最為成功。

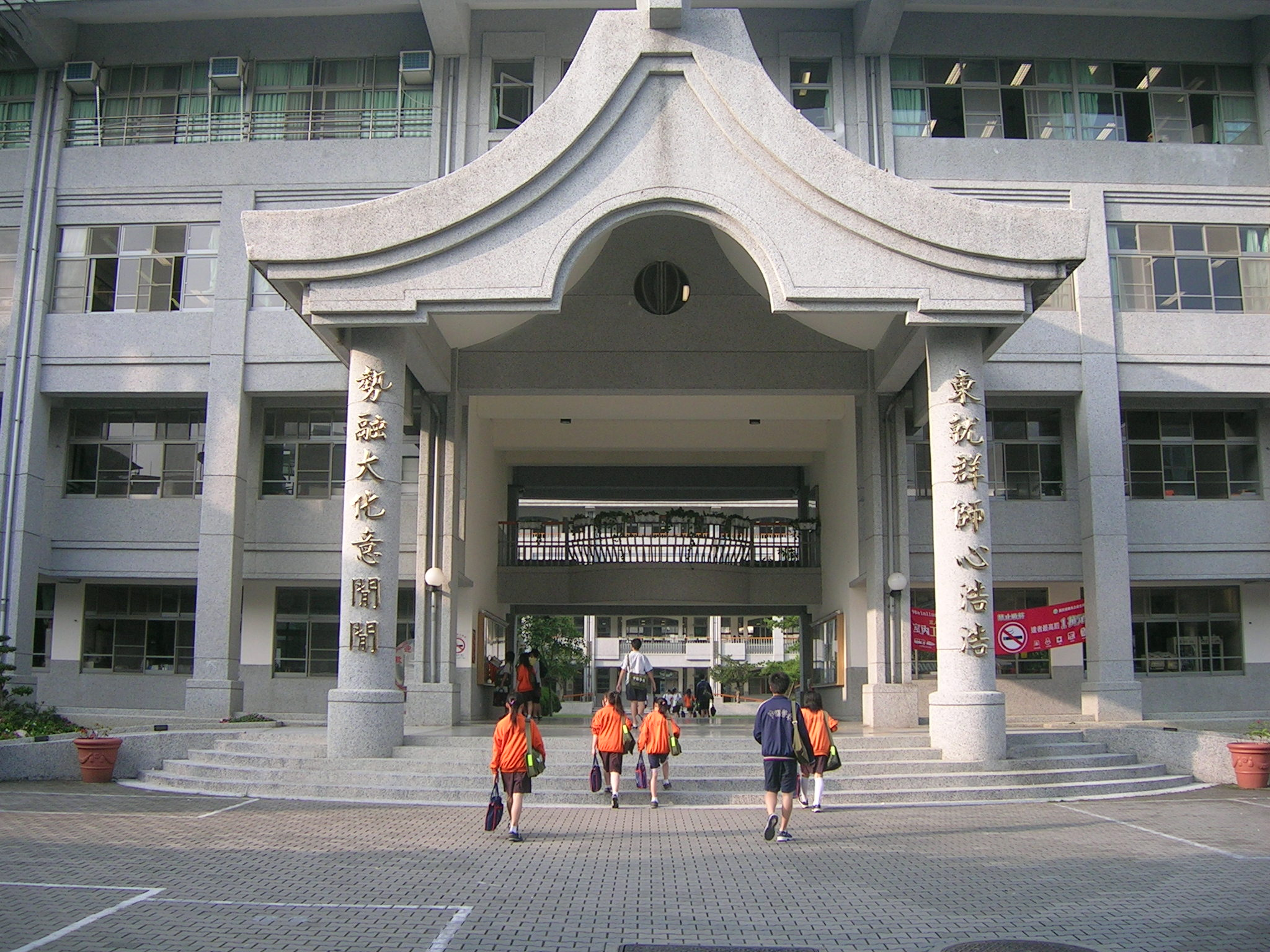
震災後經慈濟基金會認養重建的東勢國中
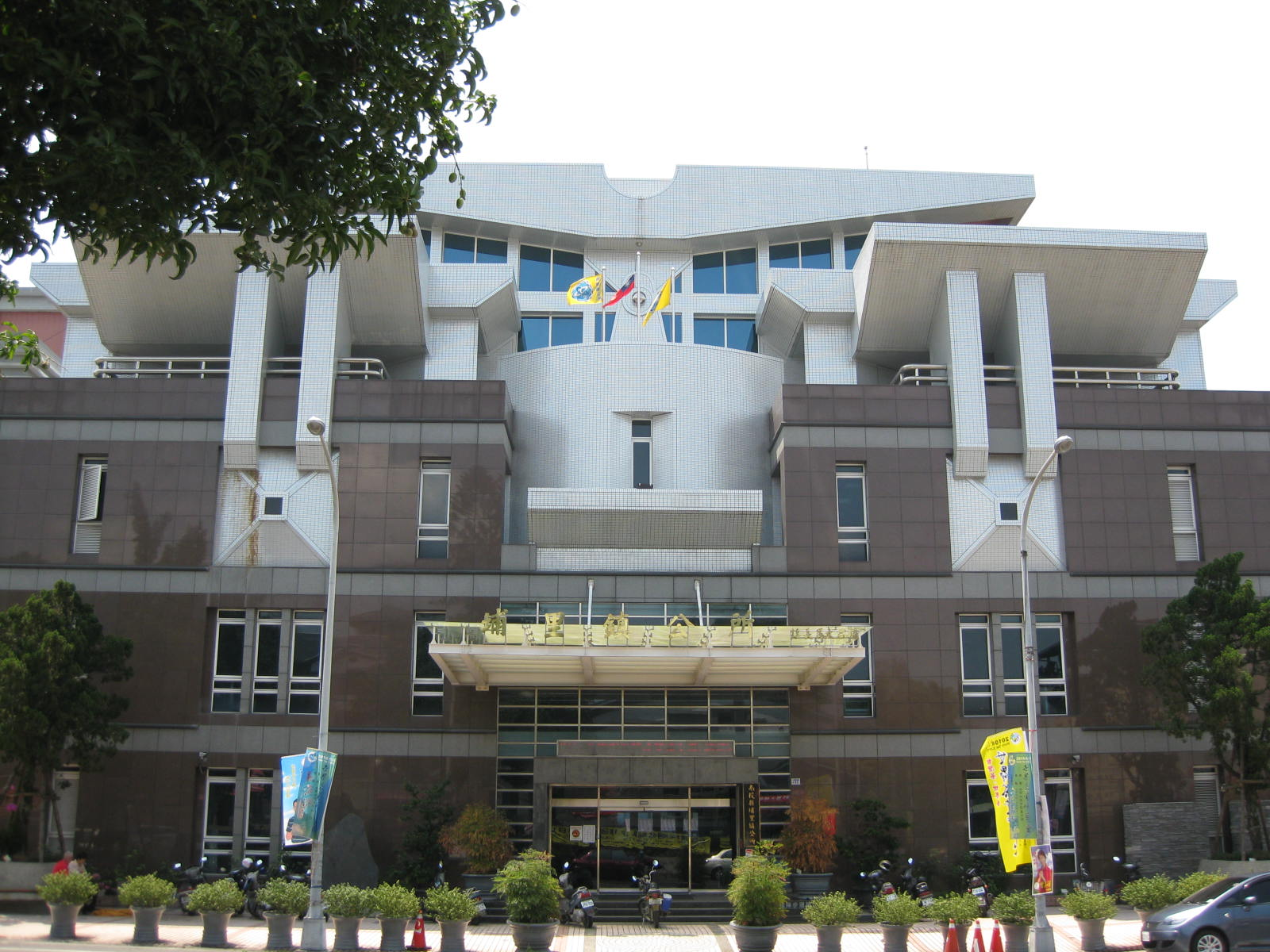
重建後的埔里鎮公所
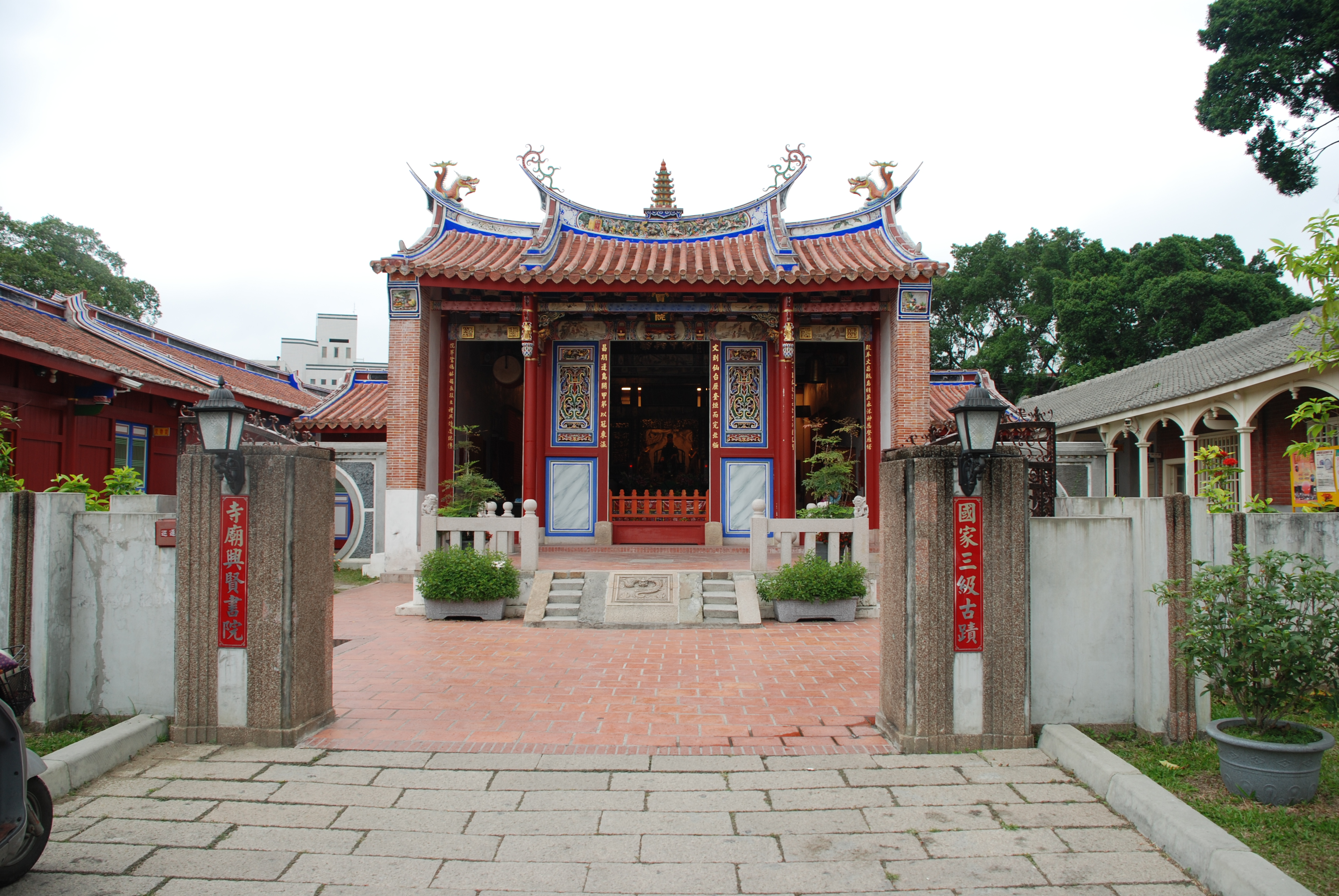
員林市興賢書院於921地震倒塌後重建
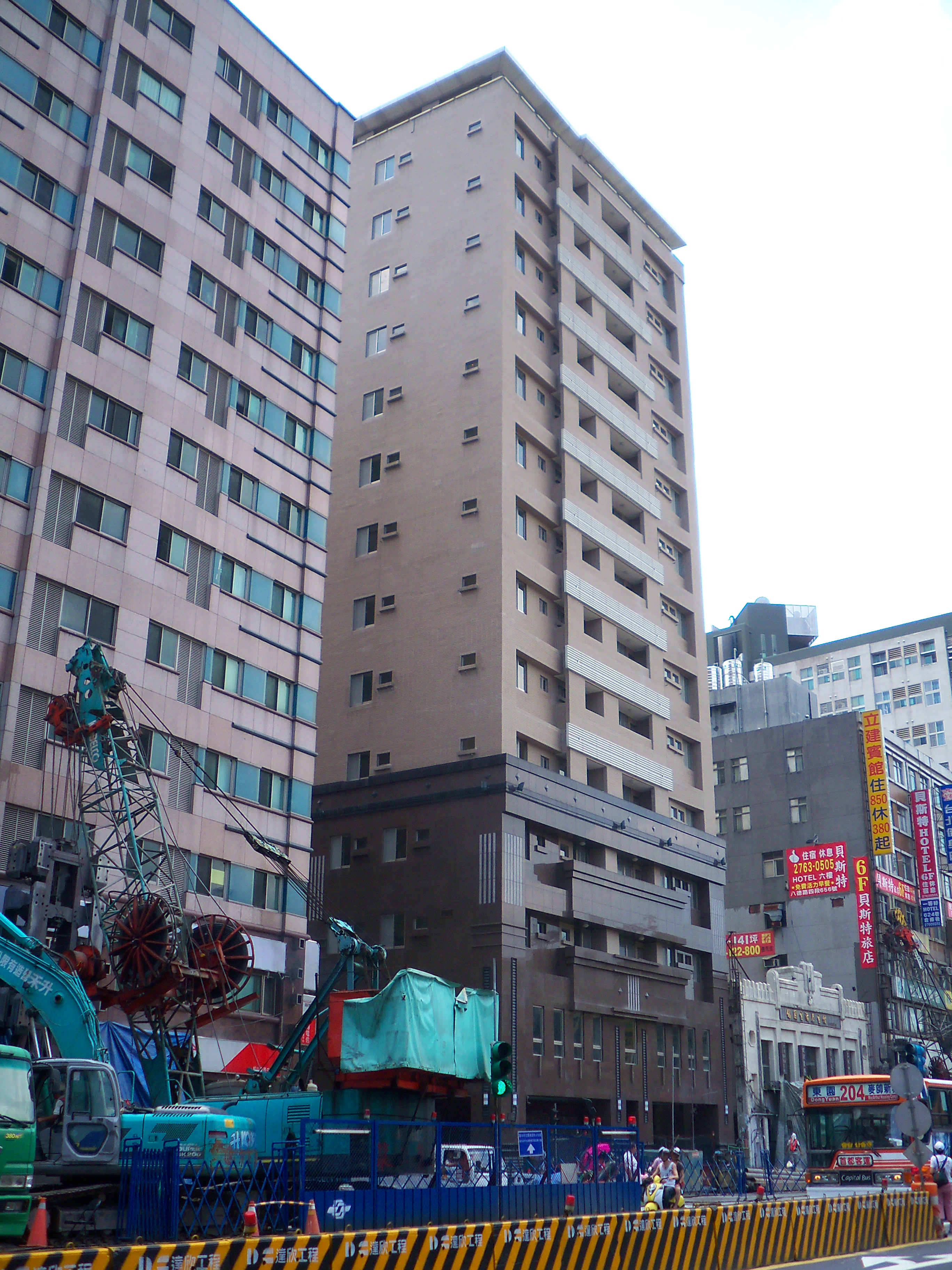
集集大地震十週年前夕，甫重建完工的臺北市松山區東星大樓（照片中央）
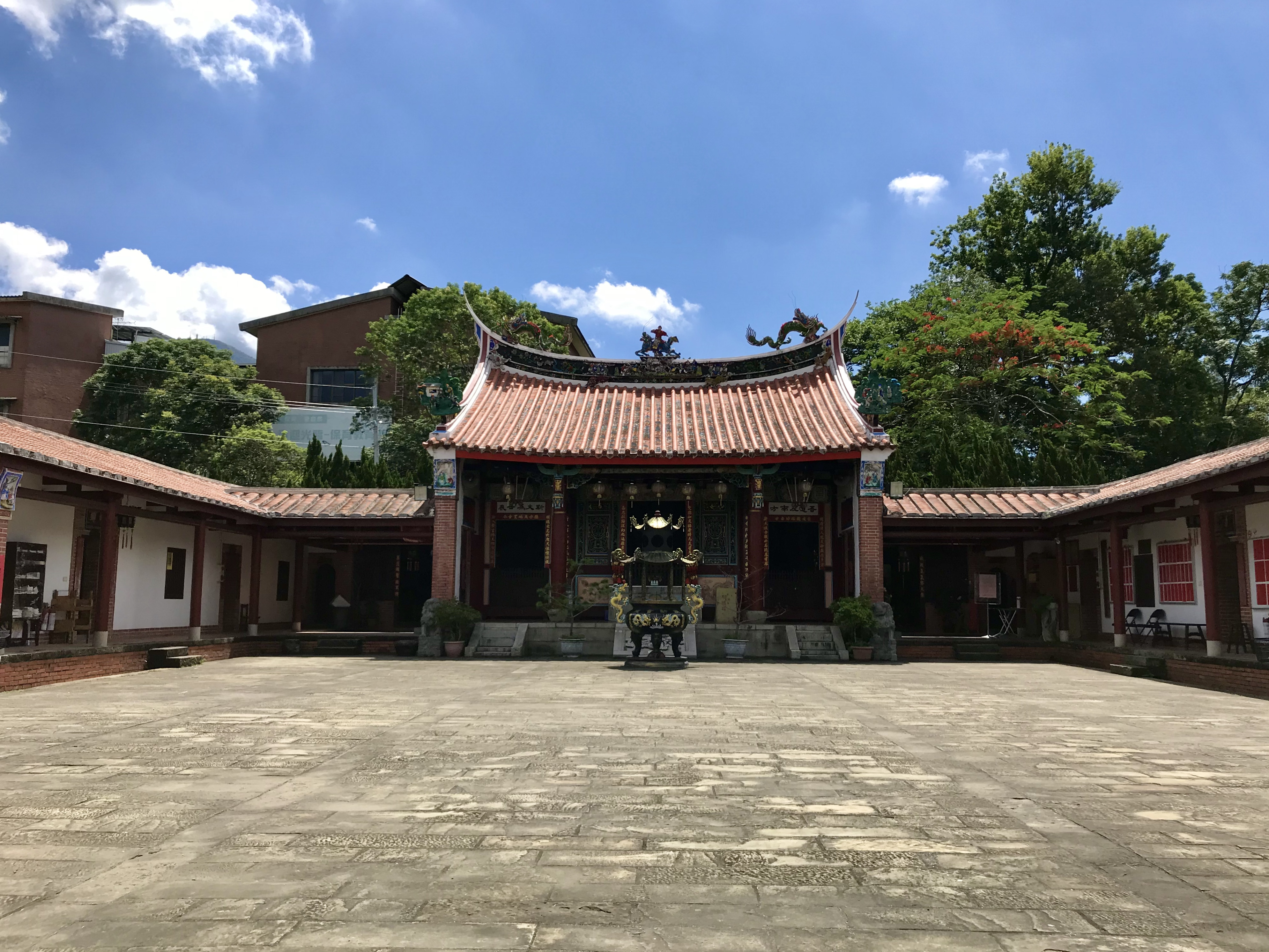
南投縣明新書院復建
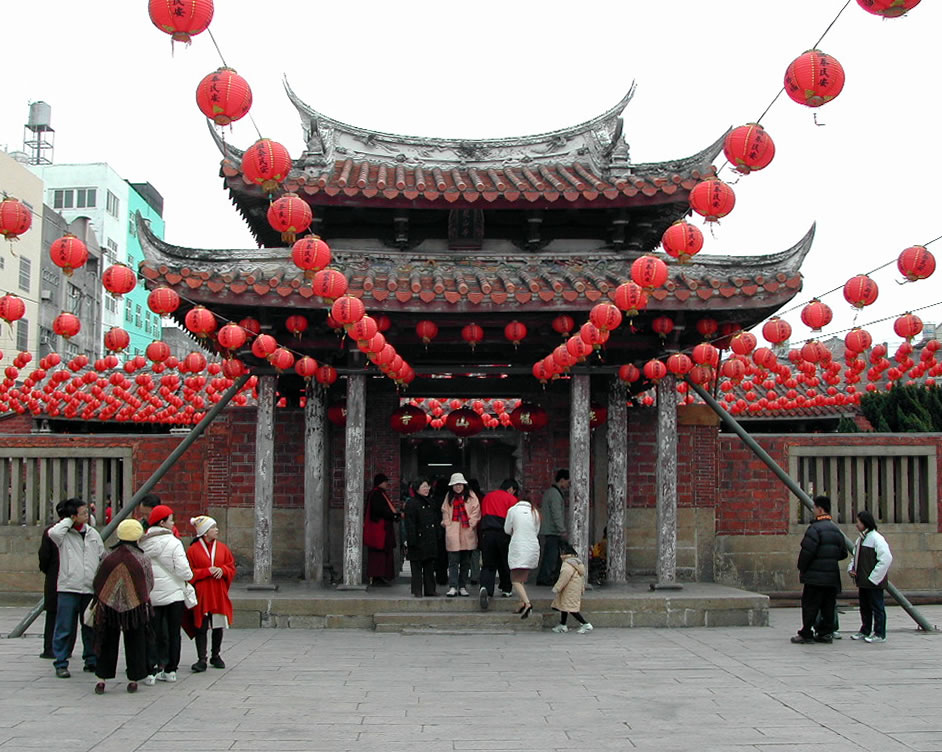
鹿港龍山寺山門與拜殿修復

## 訴訟
921大地震時造成當時台中縣豐原市「聯合大市場」塌陷傾斜，並壓垮隔鄰透天店舖，造成14人死亡。最高法院審結後認為，原台中縣政府工務局當初核發建照時，只准許「聯合大市場」蓋到5樓半，卻任令建商蓋到7樓，且大樓興建時也未確實勘驗建築工程，讓建商有機會偷工減料，造成921大地震時大樓倒塌，因此於2011年12月判決台中市政府須國家賠償卓蘭鎮農會等15個受災戶，本金加利息合計2億3,426萬餘元，全案纏訟11年確定。
由於雲林縣斗六市中山國寶、觀邸2棟大樓倒塌造成34人死亡，所有倒塌大樓皆為「漢記建設」所興建，當時即被許多人質疑其工程嚴重偷工減料，2005年8月漢記建設負責人劉太漢及建築師、監工等十餘人被依「過失致死罪」判處9年至1年2個月不等的徒刑。2棟大樓的受災戶並組成921自救會，訴請國家賠償，1、2審均敗訴，於是自救會再上訴，2009年5月台灣高等法院台南分院判決國賠成立，雲林縣政府需賠償約2億6,992萬元，雲林縣政府嗣後再提上訴，最高法院於2010年3月11日駁回上訴，總計縣府要支付3億8,634萬6,494元予受災戶。
921大地震造成臺北市松山區東星大樓倒塌，受災戶聯名提出28億元民事賠償，台北地方法院歷經12年審理，法官根據土木技師鑑定，認為東星大樓倒塌之主因是由於結構設計、施工疏失，與當時東星大樓1樓的第一銀行整修工程無關，在921大地震13週年的2012年9月21日宣判，建商宏程建設、鴻固營造被判須賠償170名受災戶新台幣共計3.4億餘元。而國家賠償部分已與臺北市政府以新台幣1.2億元達成和解，刑事部分僅鴻固營造監工被判刑有罪定讞。
至於新莊「博士的家」因921大地震倒塌，消基會受託為「博士的家」於2000年2月21日向板橋地院提出團體訴訟。2002年1月28日第一審判決建商應賠償合計共8.7億餘元。2002年12月31日與達成和解，和解取得金額總數為2億8,173萬元。

## 紀念
- 中華民國政府於2000年6月30日立法通過《災害防救法》，並制定每年9月21日為「防災日」[127][128]。
- 保留下列四處為九二一地震國家紀念地：
  - 「九二一地震教育園區」：於被震毀的臺中市霧峰區光復國中原址設立。
  - 九九峰
  - 九份二山國家地震紀念地
  - 草嶺地質公園
- 車籠埔斷層保存園區：位於南投縣竹山鎮，2013年1月30日揭幕啟用，隸屬於台中自然科學博物館。
- 大坑地震紀念公園：位於臺中市北屯區，原是軍功國小和東山國中之校園，地震後學校遷建他處，原址美化修建為地震紀念公園。公園設計以破損的軍功國小舊校舍為紀念主體，但因為地方人士認為會影響地方發展與管理不易，2012年被台中市政府建設局拆除。
- 南投市九二一地震紀念碑：紀念碑的基座，是用十三鄉鎮重大震災地點拆毀的廢棄鋼筋所製作，別具紀念意義。
- 九二一地震紀念園地：位於南投縣名間鄉，包括921紀念鐵道，以及緊鄰921紀念鐵道旁的「921地震斜塔紀念地」，保留受地震而傾斜毀損的高壓電塔。
- 石岡水壩921地震紀念公園：位於台中市石岡區，因地震導致堰體錯動閘門處不再修復，保留隆起上升的斷壩遺跡。
- 台中縣921捐款人愛心紀念公園：位於台中市豐原區豐原大道八段東側軟埤溪旁。由921捐款的剩餘款興建。
- 太平區921震災紀念公園：位於台中市太平區太平路光興隆大橋橋頭旁，公園的主體為震災後的建築廢棄物堆起的土台。
- 2009年9月21日於網路及電視台播出紀念電影《雨過天晴》，由導演林育賢執導拍攝。

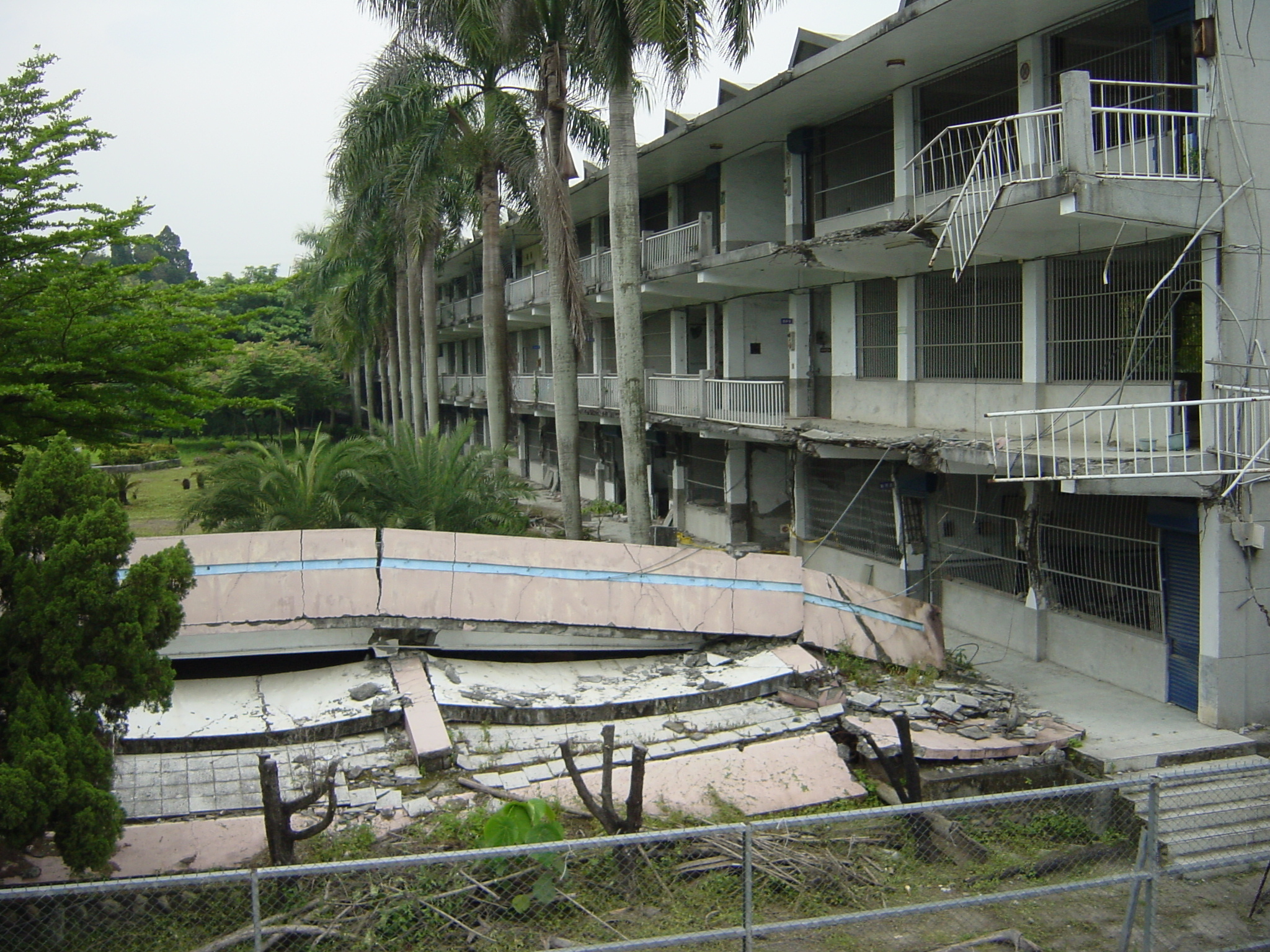
在地震中遭震毀的臺中縣霧峰鄉光復國中校舍
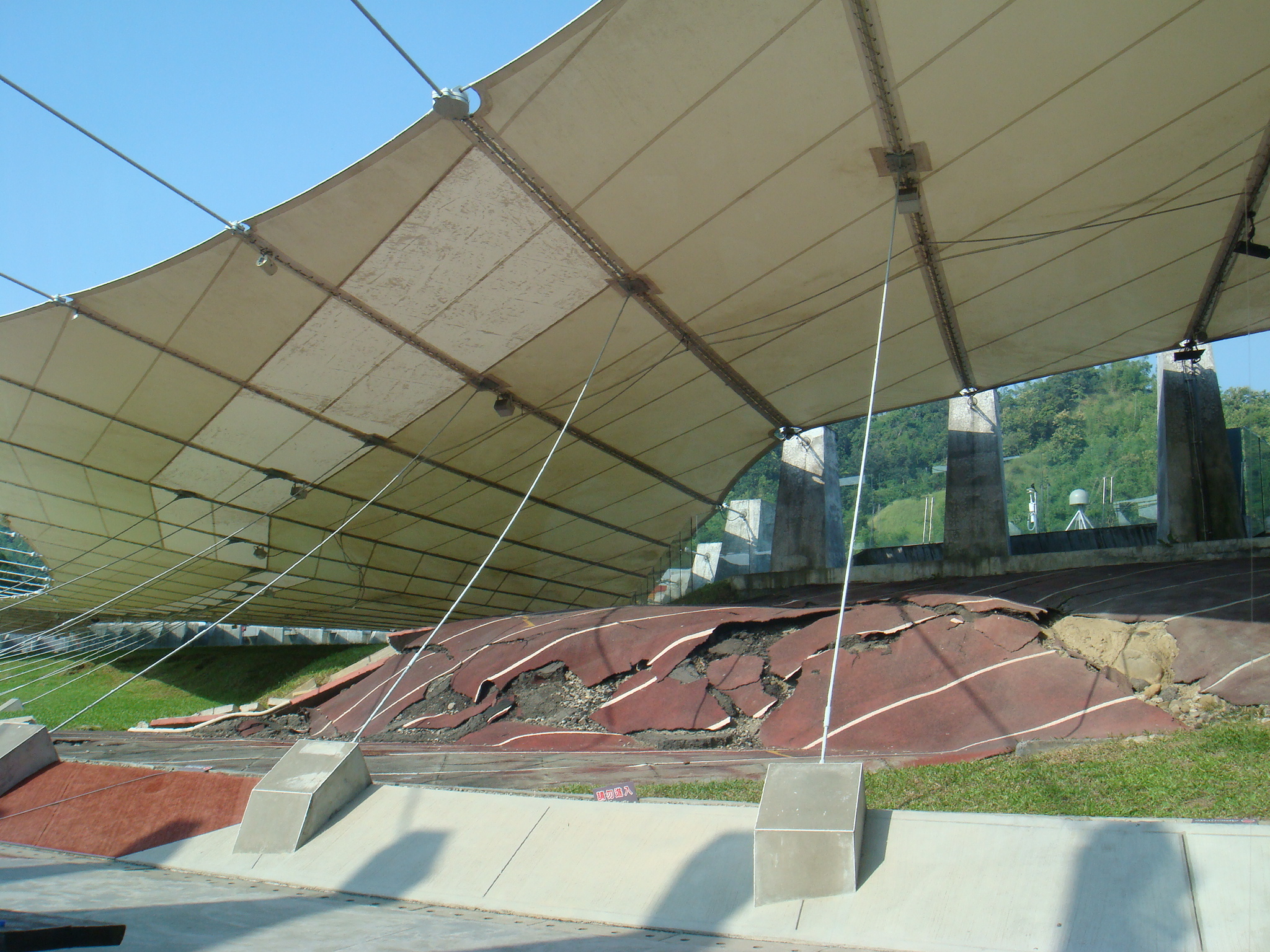
921地震教育園區內被震毀的操場，車籠埔斷層切過此處
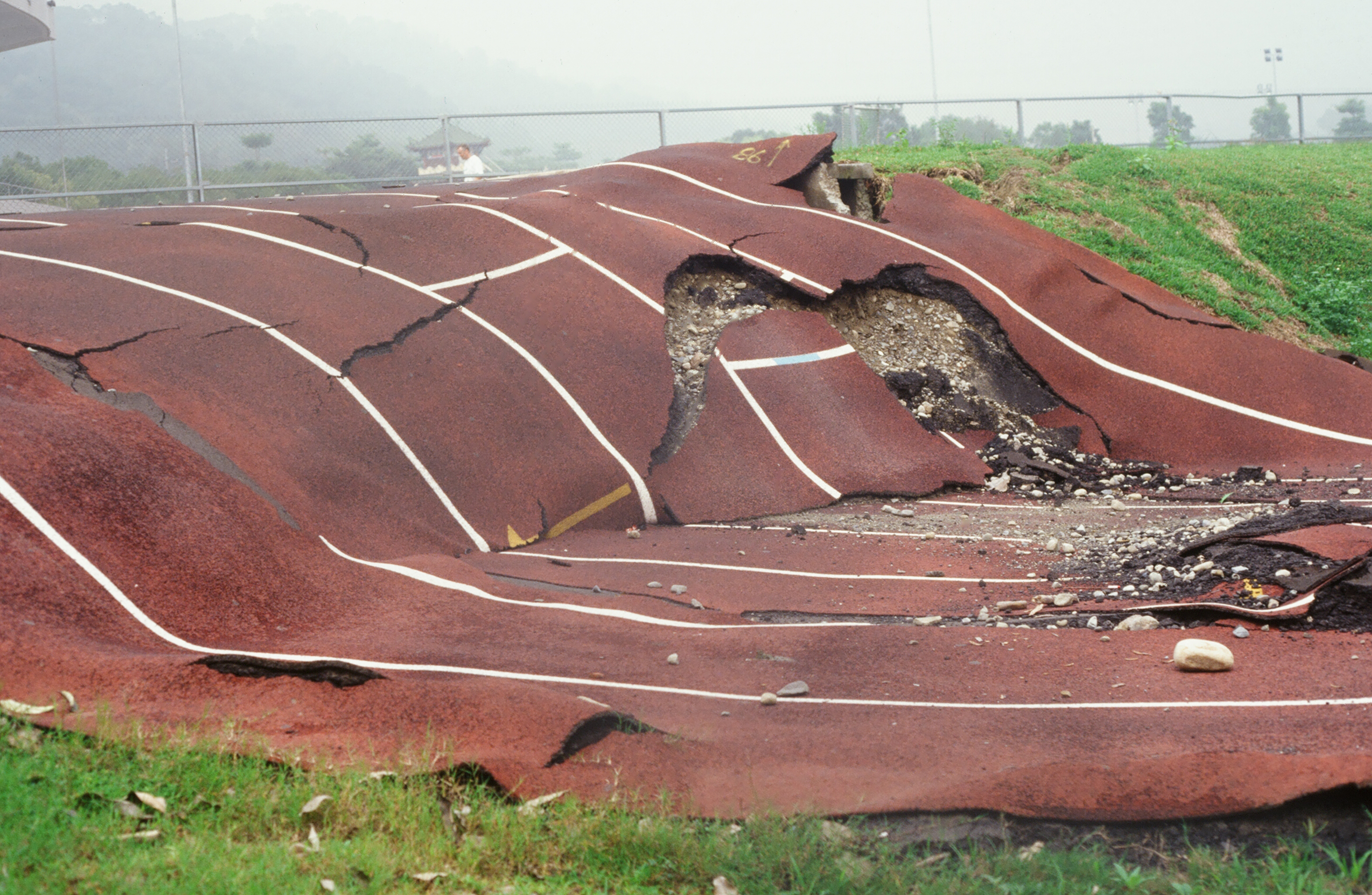
921地震教育園區興建前，該操場地震後樣貌。
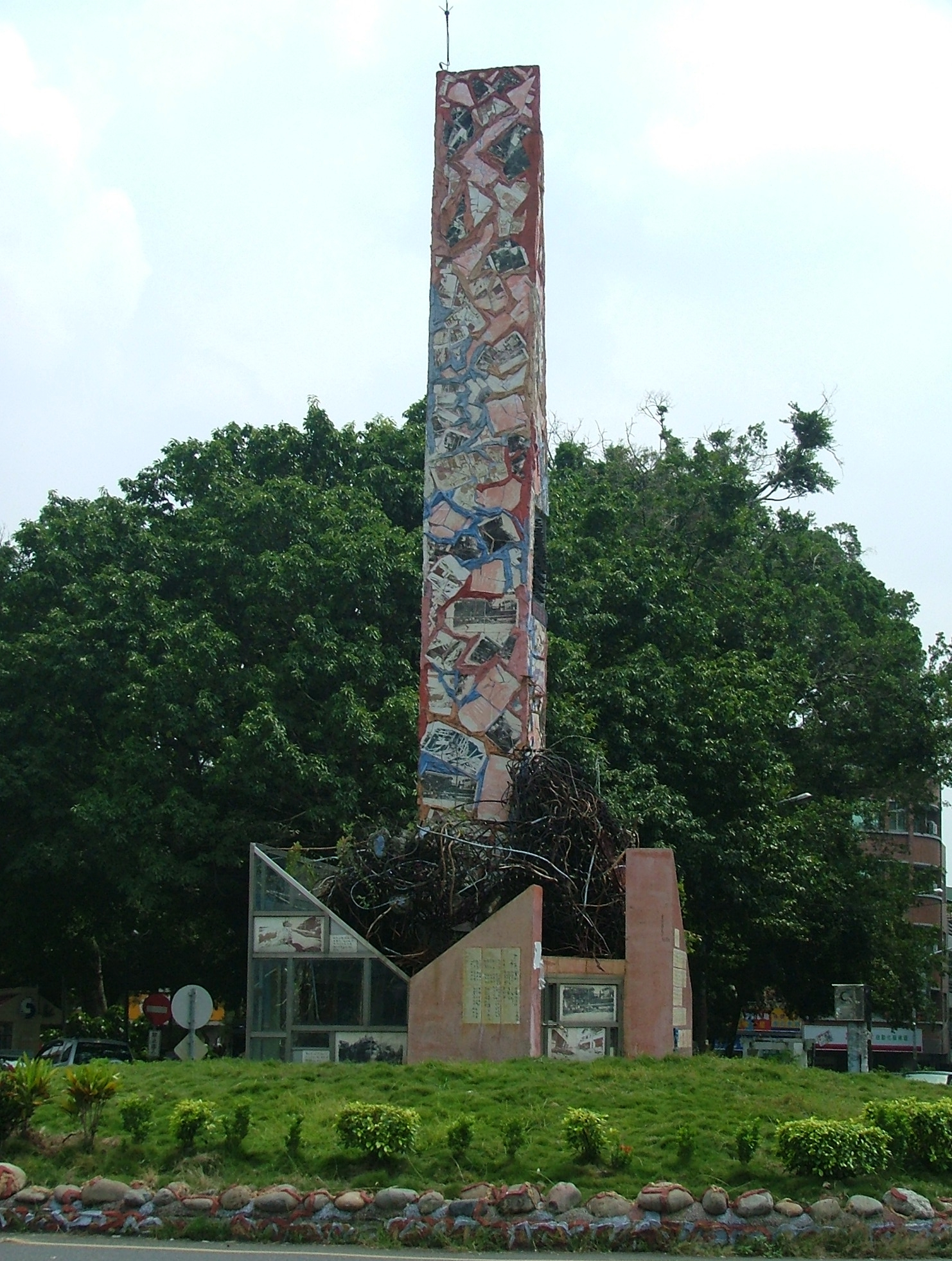
位於南投市的九二一地震紀念碑
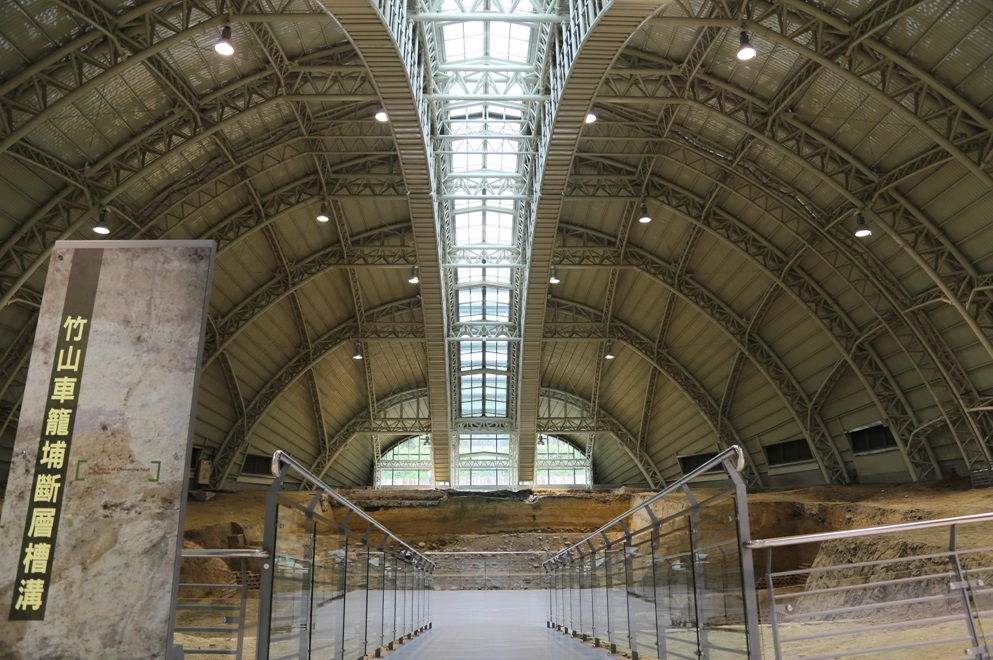
車籠埔斷層保存園區
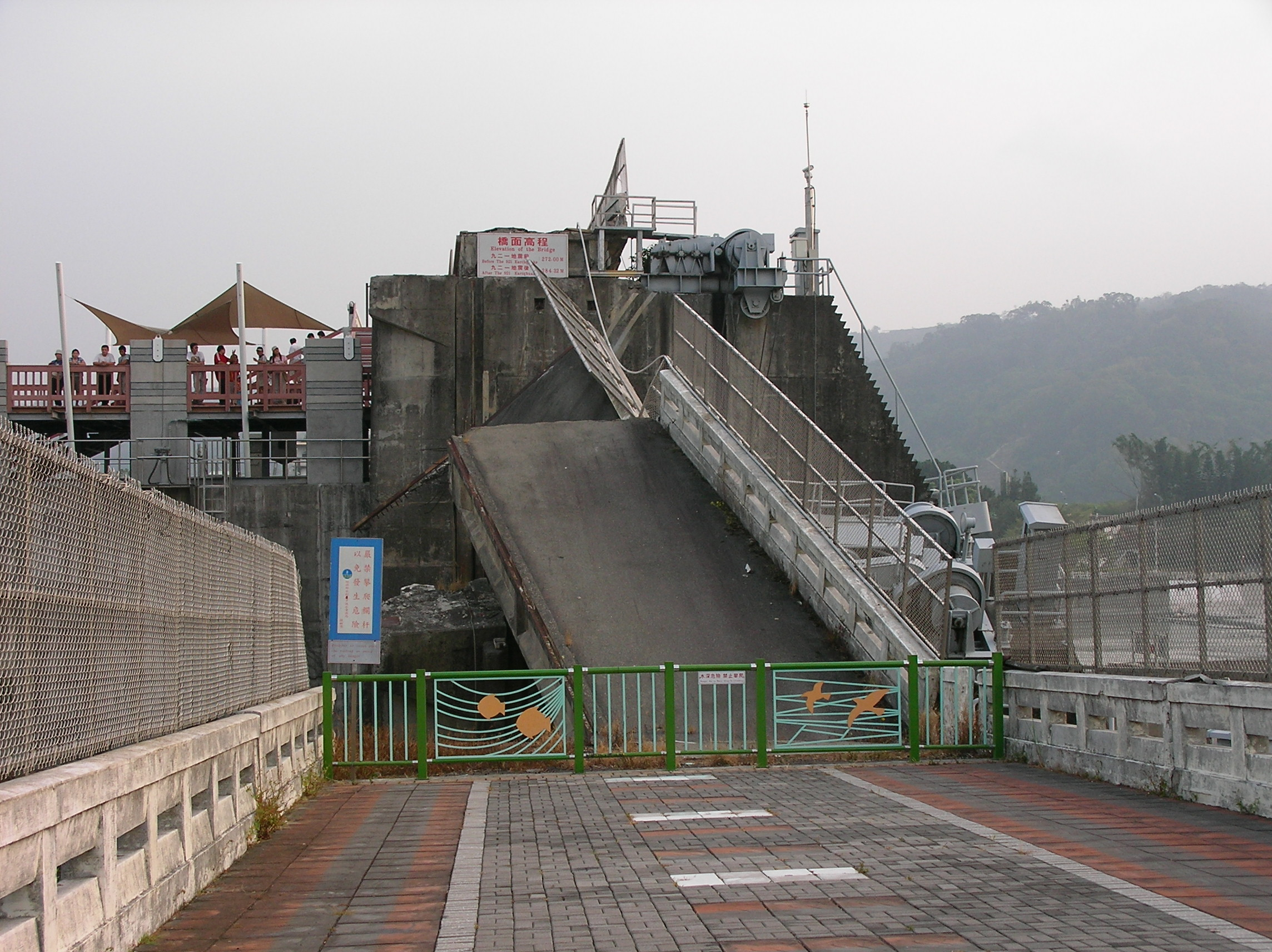
石岡水壩921地震紀念公園
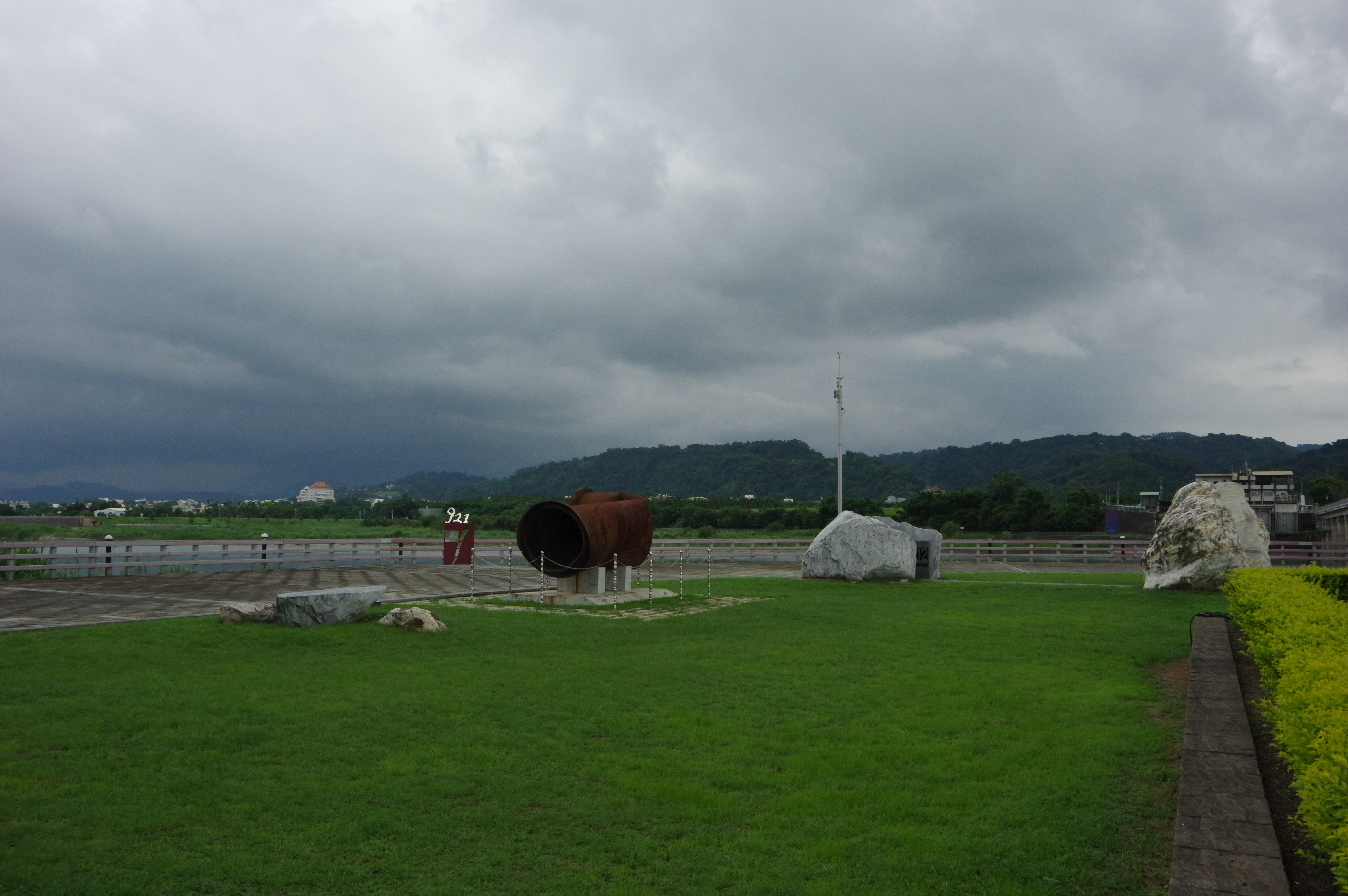
石岡壩旁的921地震公園
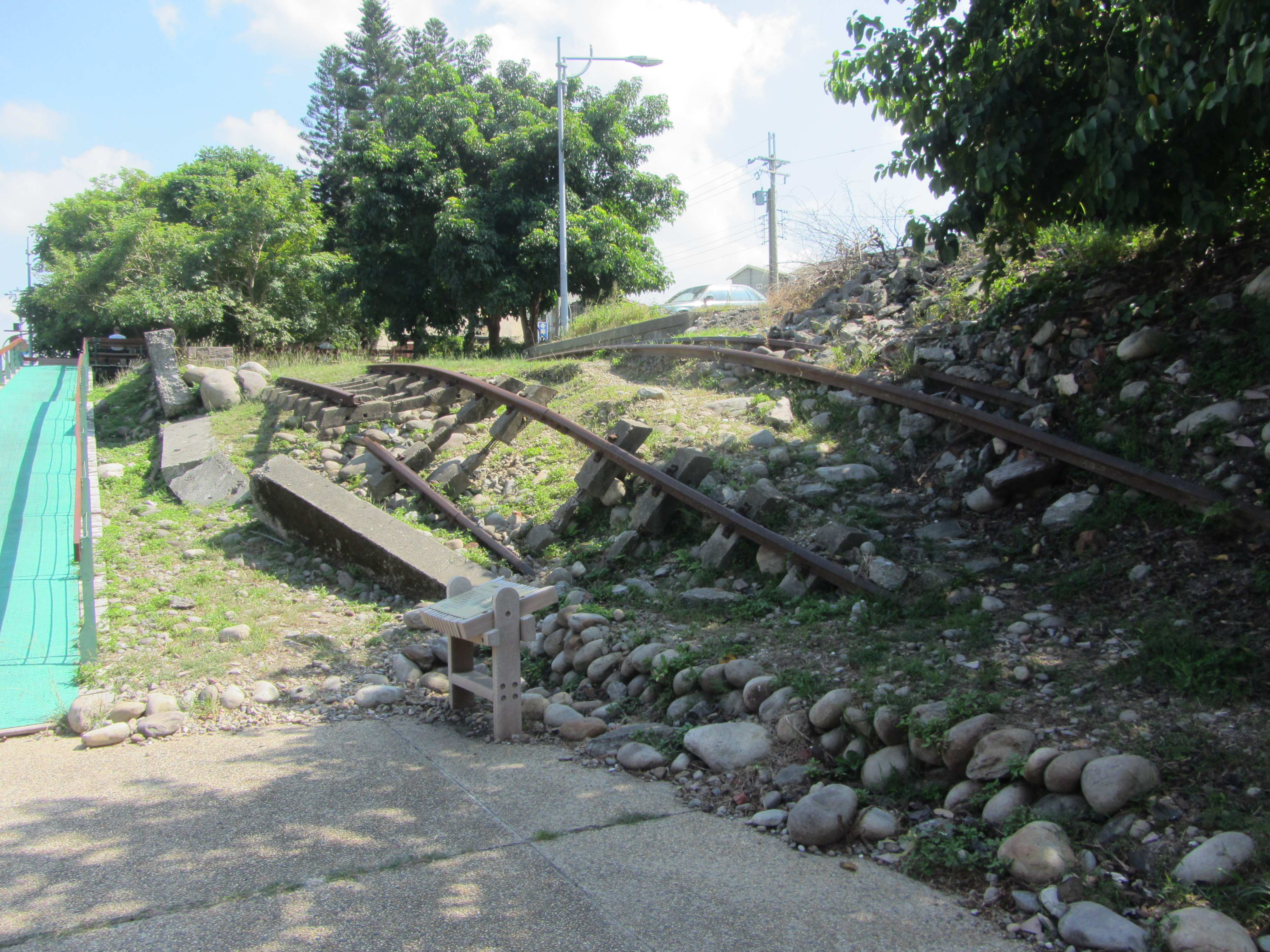
921大地震後因車籠埔斷層錯動而被破壞的石岡車站月台與軌道
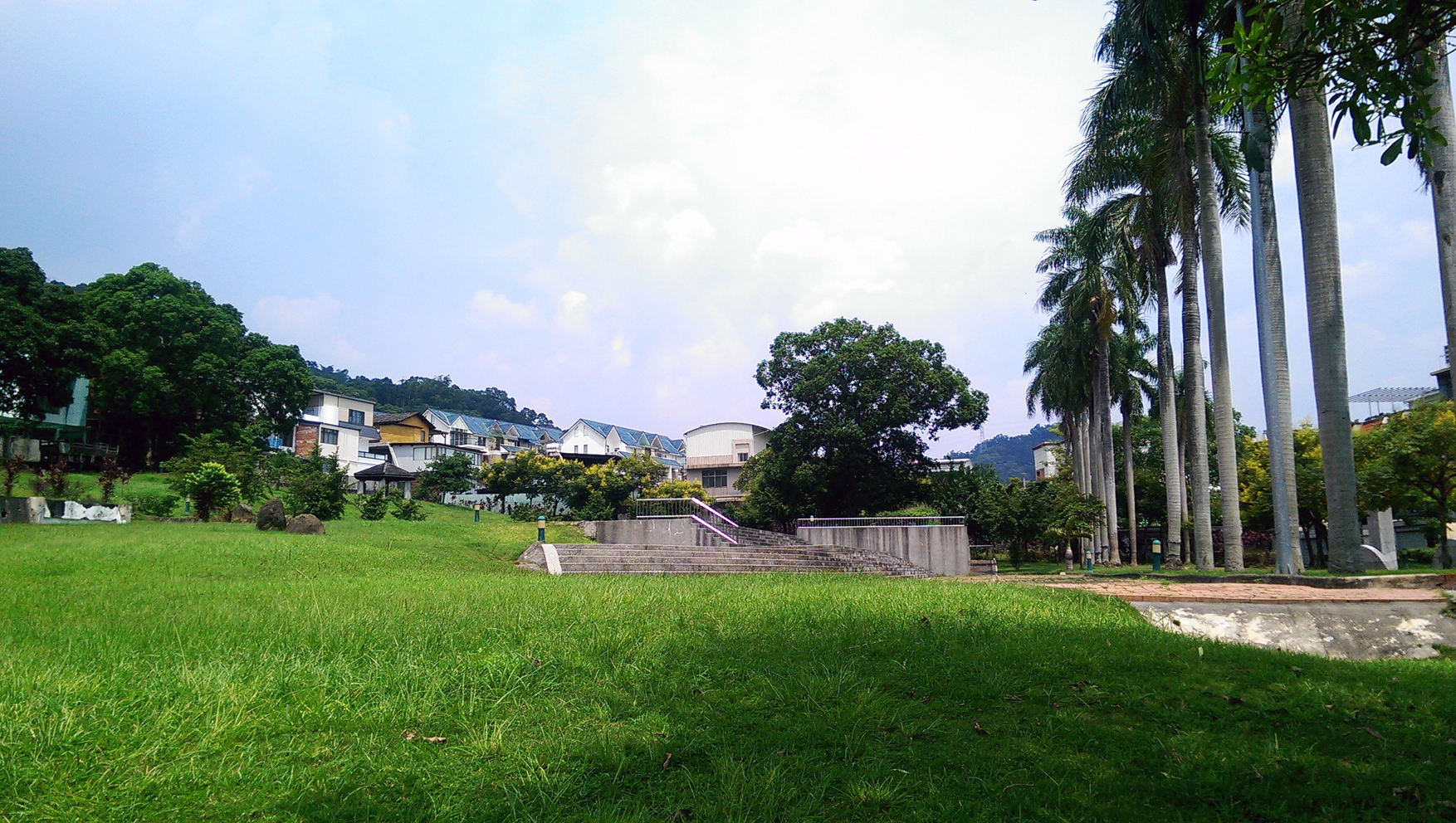
大坑和平里地震公園
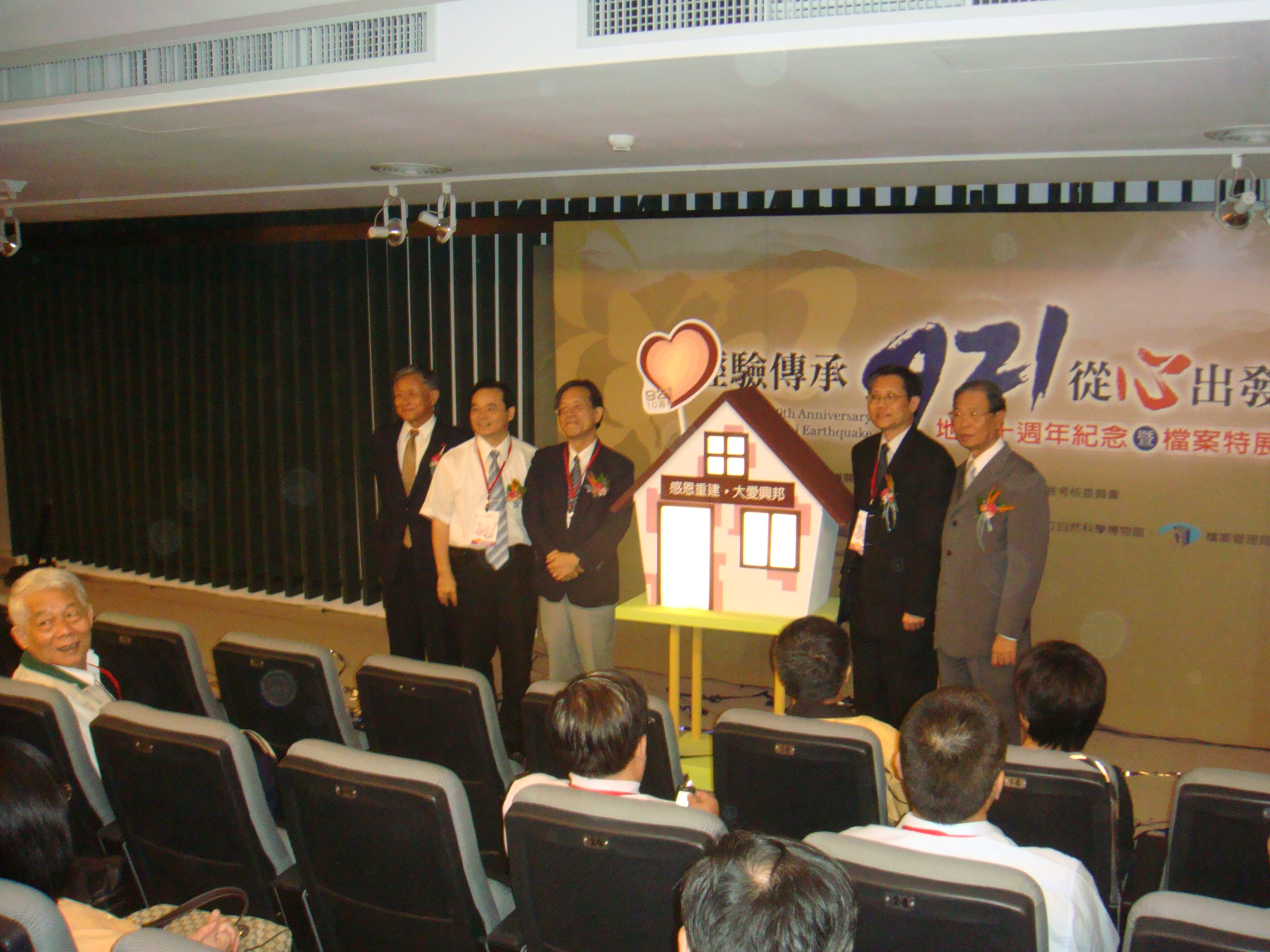
921大地震十周年紀念

## 相關影視作品
- 電影
  - 《生命》
  - 《老師，你會不會回來？》
  - 《那些年，我們一起追的女孩》
  - 《幸福路上》
- 電視劇
  - 《在一起，就好》
  - 《16個夏天》第四、五集
  - 《華麗計程車行》第一集

## 電視新聞報導
- 1999年9月21日華視晚間新聞完整影音 （页面存档备份，存于）（YouTube）
- 1999年9月23日華視早安今天完整影音 （页面存档备份，存于）（YouTube）

## 影響
集集地震，讓台灣民眾瞭解地震的威力，並開始深思防震的重要性，開始檢討建築物或其他地方的防震措施。此外，政府亦在此次地震後開始正視防震教育，加強防震防災的宣傳，並將此次教訓編入教材中。
內政部消防署為提升重大災害應變處理能力，加強國際搜救隊之間的聯繫，選派優秀人員赴美、日及歐洲等先進國家接受訓練，成立特種搜救部隊，仿照美國的聯邦緊急事務管理總署，設置搜索組、救援組、工程組、醫療組等。中華民國國軍亦將救災視為重要任務之一。
震後台電供電設施遭到嚴重受損，電力供給不足，使得全台工商業活動全面停擺，尤其新竹科學工業園區損失最為慘重，經濟方面損失難以估計，全球科技產業零組件供應也因此遭受到波及。
此外集集地震後，在全台灣誘發超過21,000處的崩塌地，受影響面積達11,300公頃，造成中台灣廣大面積區域土石鬆動。根據調查，震後造成的土石鬆動讓觸發土石流所需要的雨量遠低於地震前；震後一年所需的雨量僅需震前的四分之一，震後七年仍只需震前雨量的二分之一。
促使「財團法人住宅地震保險基金」的成立，該單位的連絡電話中包含數字921。

2001年侵襲台灣的桃芝颱風挾帶而來的豪雨在中台灣就造成655起土石流。

921大地震也讓公眾討論新聞倫理的問題。地震發生後新聞媒體不間斷播報震災畫面，使得許多人包括兒童產生恐懼和退縮心理反應。靖娟兒童安全基金會即呼籲家長應注意避免孩子暴露在過多的慘痛畫面中，造成不必要的心理影響。另外，政府認為媒體應該配合報導政府的安置與重建作業，將正確訊息傳達給災民，要求新聞媒體配合播出震災消息，引起部分媒體反彈。
全民防衛動員暨災害防救演習（萬安演習）以及軍公民營通信系統等等，由以往開會念稿型式結束，進步到落實執行演練。另外，政府經過多年完成建置全臺複式佈建措施，以期減低災害發生時的傷害。

## 外部連結
- 中時電子報新聞專輯：九二一集集大震　災情與救援（繁體中文）
- 中時電子報新聞專輯：九二一集集大震　政策與重建（页面存档备份，存于）（繁體中文）
- 中時電子報新聞專輯：921三週年　讓災區月更圓（页面存档备份，存于）（繁體中文）
- 921網路博物館（繁體中文）
- 九二一地震教育園區（繁體中文）
- 車籠埔斷層保存園區（繁體中文）